# Suécia no Festival Eurovisão da Canção
A Suécia participou no Festival Eurovisão da Canção 63 vezes, tendo ganho 7 vezes, igualando o recorde da Irlanda de mais vitórias no certame, e falhando apenas uma única qualificação à final, a de 2010.

## História
A Suécia transmitiu o Festival Eurovisão da Canção pela primeira vez em 1957, estreando-se no ano seguinte com "Lilla stjärna" interpretada por Alice Babs - a única participação que foi decidida através de seleção interna - conseguindo o 4º lugar em 10 países participantes. Durante a década seguinte, o desempenho da Suécia foi misto, indo de um nul points - o único da sua história - em 1963, com "En gång i Stockholm", interpretado por Monica Zetterlund, até um 2º lugar em 1966, com "Nygammal vals", interpretado por Lill Lindfors e Svante Thuresson, com uma desistência pelo meio, em 1964, devido a uma greve dos artistas, e uma participação em inglês, em 1965, que fez com que fosse implementada, no ano seguinte, uma regra que obrigava os países a cantarem na sua língua oficial.
A década de 1970 começou com um protesto sueco que, em conjunto com a Noruega, a Finlândia, Portugal e Áustria, não participou na edição de 1970, devido à vitória de quatro países no ano anterior. Criado um critério de desempate, o país regressou em 1971, representado pelos Family Four, um dos primeiros grupos oficialmente a participar no certame após a permissão a concurso de grupos até seis elementos. Seria também com uma banda que a Suécia ganharia o certame pela primeira vez, em 1974, com os ABBA e a canção "Waterloo", a primeira canção a vencer o Festival Eurovisão da Canção sem ser cantada na lingua oficial do país vencedor, tornando-se num sucesso mundial e a banda a alcançar um enorme sucesso internacional, vendendo em toda a sua história cerca de 150 e 385 milhões de discos em todo o mundo.
Tendo ganho a edição de 1974, a Suécia foi convidada a organizar a edição de 1975. A organização foi acompanhada de um debate intenso, no qual representantes do movimento musical sueco acreditavam que a Sveriges Television não deveriam gastar a maior parte do seu orçamento para a cultura na organização do certame, por considerarem comercial e que não daria apoio aos artistas locais e, como protesto, foi organizado o Alternativfestivalen (Festival Alternativo), entre os dias 17 e 22 de março (dia do Festival Eurovisão da Canção), em Estocolmo, cujo sucesso pode ter sido determinante para que o país resolvesse desistir no ano seguinte, juntamente com o facto do certame exigir um enorme esforço financeiro por parte do país organizador, em vez de o ser compartilhado pelos países concorrrentes.
O regresso em 1977 foi marcado com o seu segundo último lugar da história, com as participações nos anos seguintes, apesar de protagonizadas por artistas populares como Björn Skifs, Ted Gärdestad e Tomas Ledin, a não conseguirem resultados satisfatórios. A partir de 1983, o país começou a registar melhores resultados, tendo sido representado nesse ano por Carola Häggkvist - que viria a vencer a edição de 1991 -, que conseguiu um 3º lugar, seguida da sua segunda vitória em 1984, com o trio Herreys e a música "Diggi-Loo Diggi-Ley", e mais um terceiro lugar com "Bra vibrationer", em 1985, seguindo-se bons resultados ao longo da década de 1980.
A terceira vitória veio em 1991, com Carola Häggkvist e "Fångad av en stormvind", mas apenas venceu através de desempate, com a participação no ano seguinte a obter um penúltimo lugar. A partir de 1994, devido ao aumento do número de países participantes, foram introduzidas regras de relegação dos países com piores classificações, algo do qual a Suécia sempre conseguiu escapar, devido às boas classificações, que incluíram dois 3ºs lugares e mais uma vitória, em 1999, com "Take Me to Your Heaven", no primeiro ano em que a regra da interpretação das canções na língua oficial caiu, seguindo-se vários tops 10 noas anos seguintes.
Em 2004, foram introduzidas as semifinais e, apesar de ter conseguido dois tops 5 (em 2004 e em 2006), os anos seguintes não foram animadores, com a qualificação de 2008 a ter lugar graças à intervenção do júri (ficou em 12º lugar na classificação geral da semifinal), e a sua única não-qualificação até hoje em 2010.
No entanto, os anos seguintes podem ser considerados, tendo em conta os resultados, como os melhores da história da Suécia no certame, com três vitórias (duas protagonizadas por Loreen, em 2012 e 2023, e outra por Måns Zelmerlöw, em 2015), e apenas duas presenças fora do top 10.

## Modelo de seleção
No primeiro ano em que a Suécia participou do Festival Eurovisão da Canção, em 1958, o artista e as inscrições foram selecionados internamente pela associação musical Compositores de Música Popular Sueca (SKAP). Desde aí, todas as participações têm sido deceidas através do célebre concurso Melodifestivalen. Com vários formatos ao longo dos anos, o certame tem o mesmo formato desde 2002, com seis estetáculos, realizados por toda a Suécia, e a final realizada em Estocolmo, sendo um dos programas de televisão mais populares da Suécia e estima-se que mais de 4 milhões de suecos assistam ao programa anualmente.

## Galeria

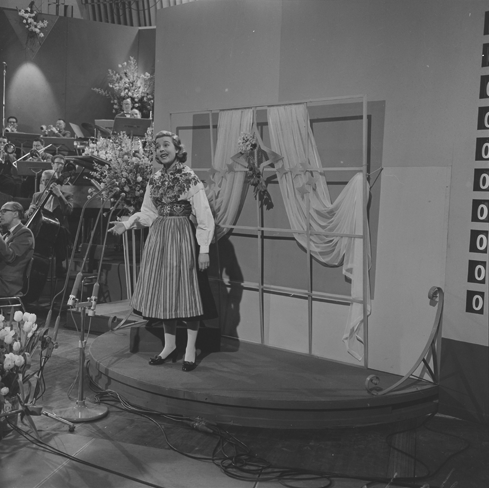
Alice Babs em Hilversum (1958)
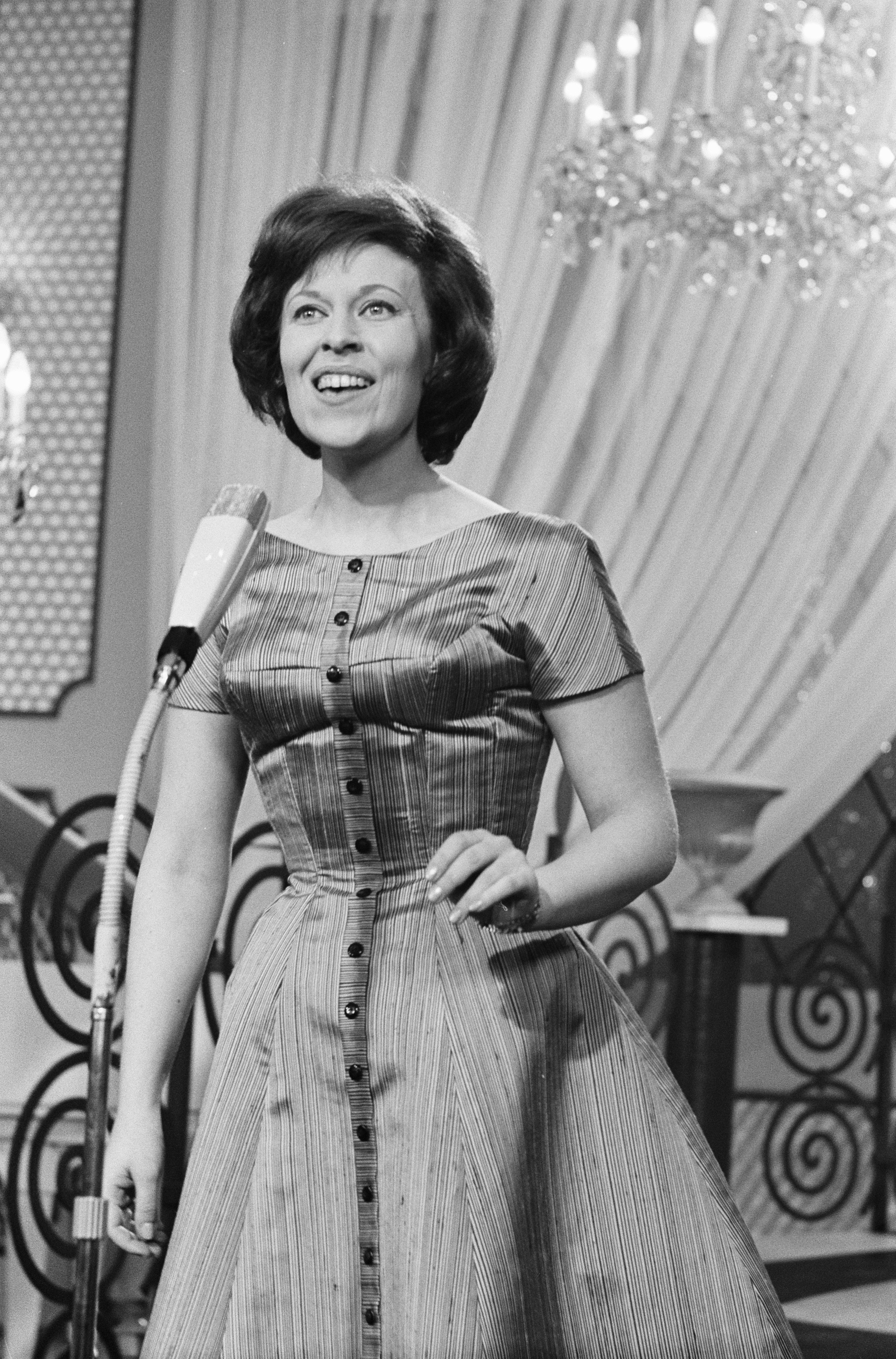
Inger Berggren em Luxemburgo (1962)
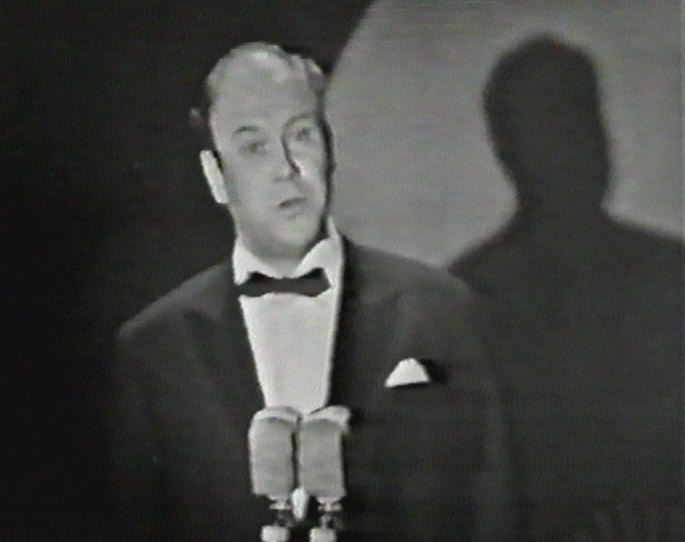
Ingvar Wixell em Nápoles (1965)
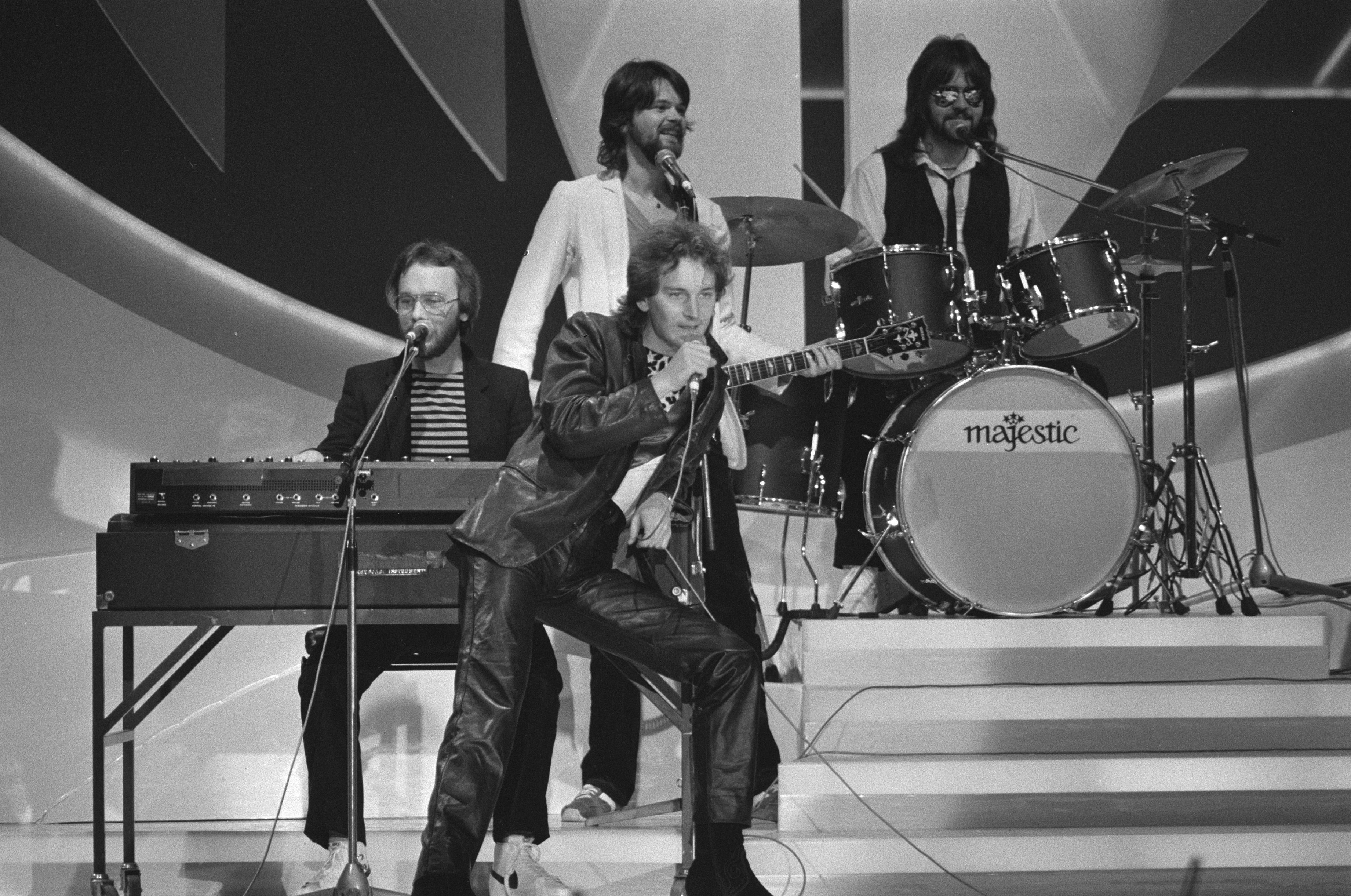
Tomas Ledin em Haia 1980)
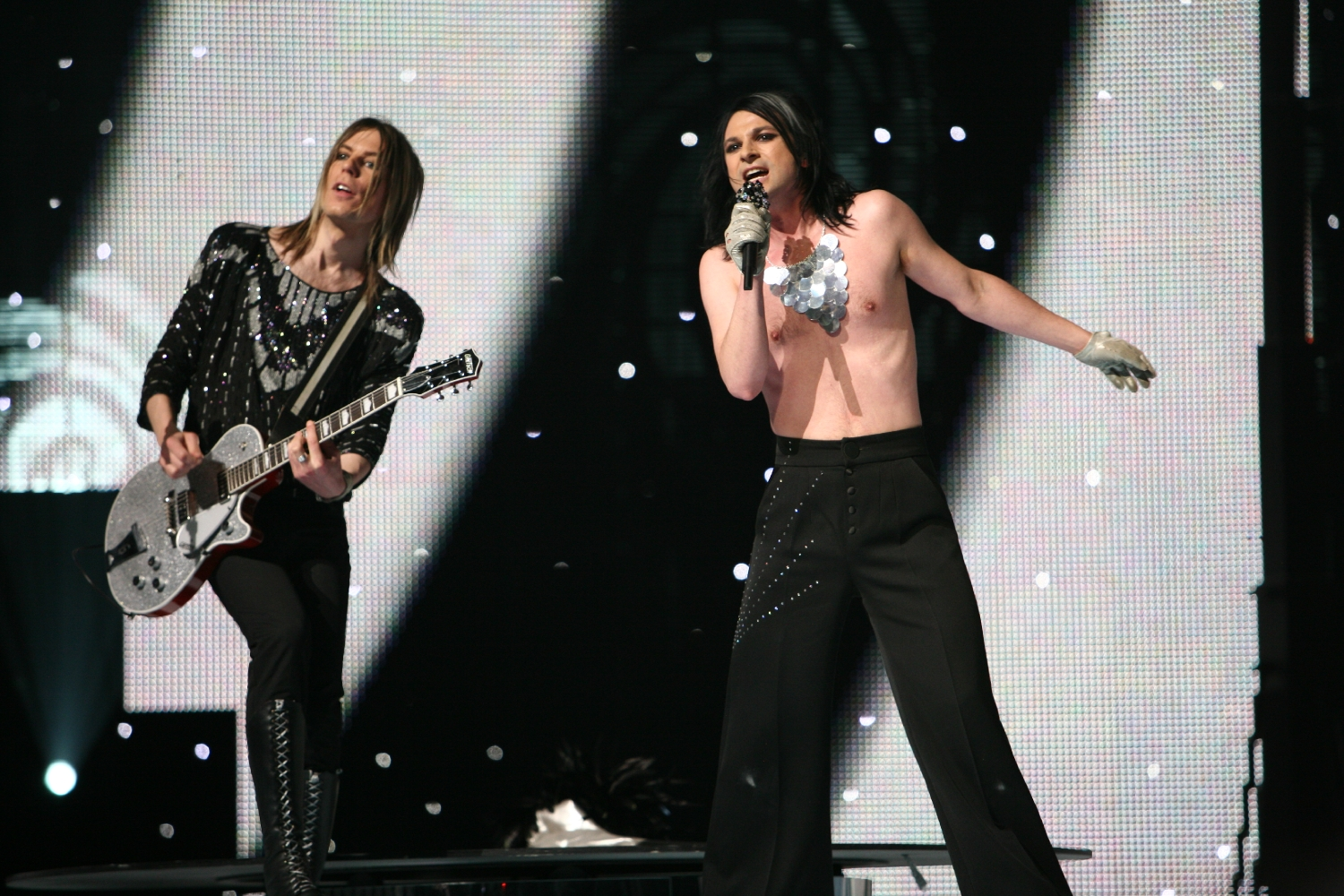
The Ark em Helsínquia (2007)
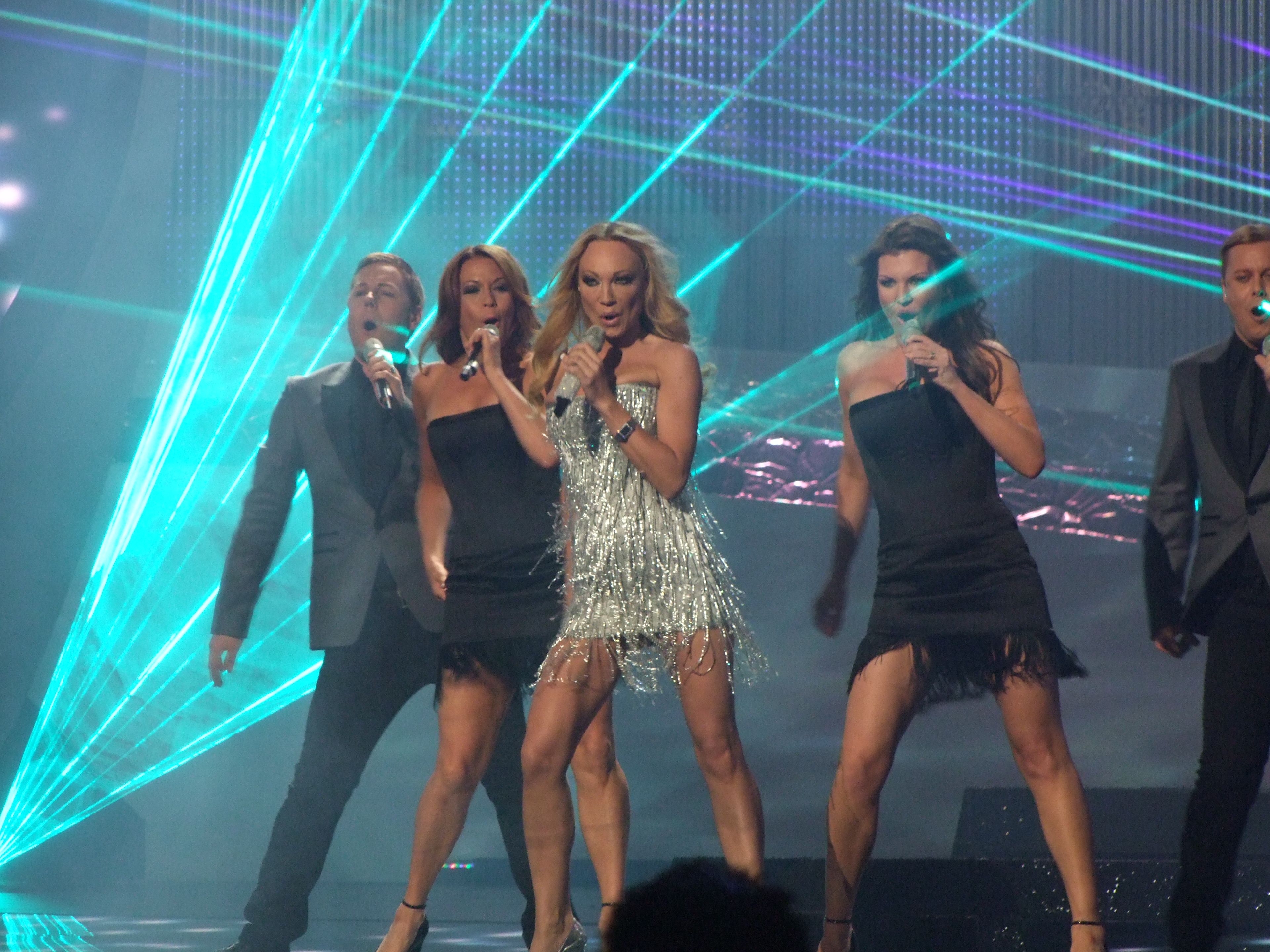
Charlotte Perrelli em Belgrado (2008)
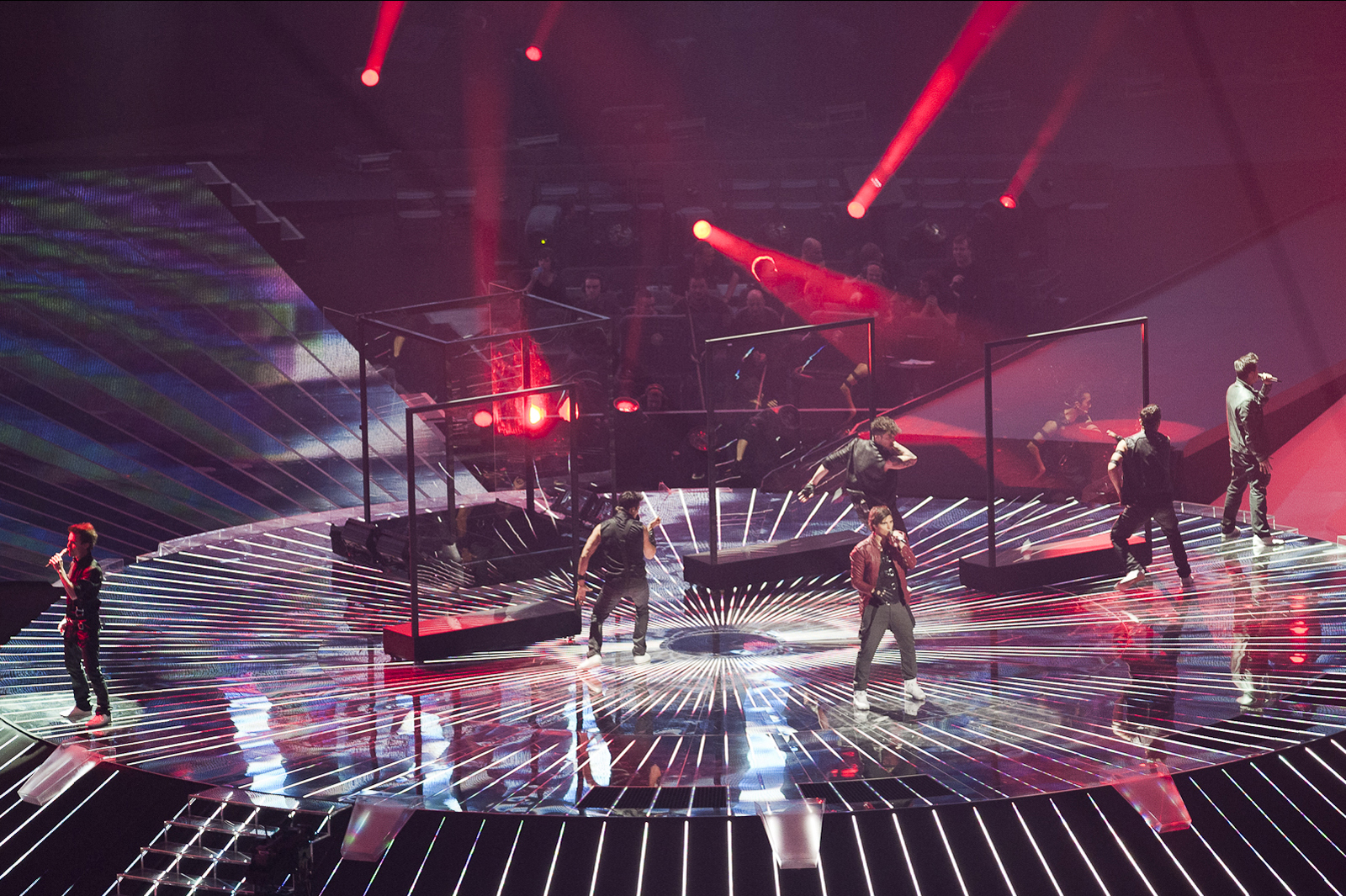
Eric Saade em Düsseldorf (2011)
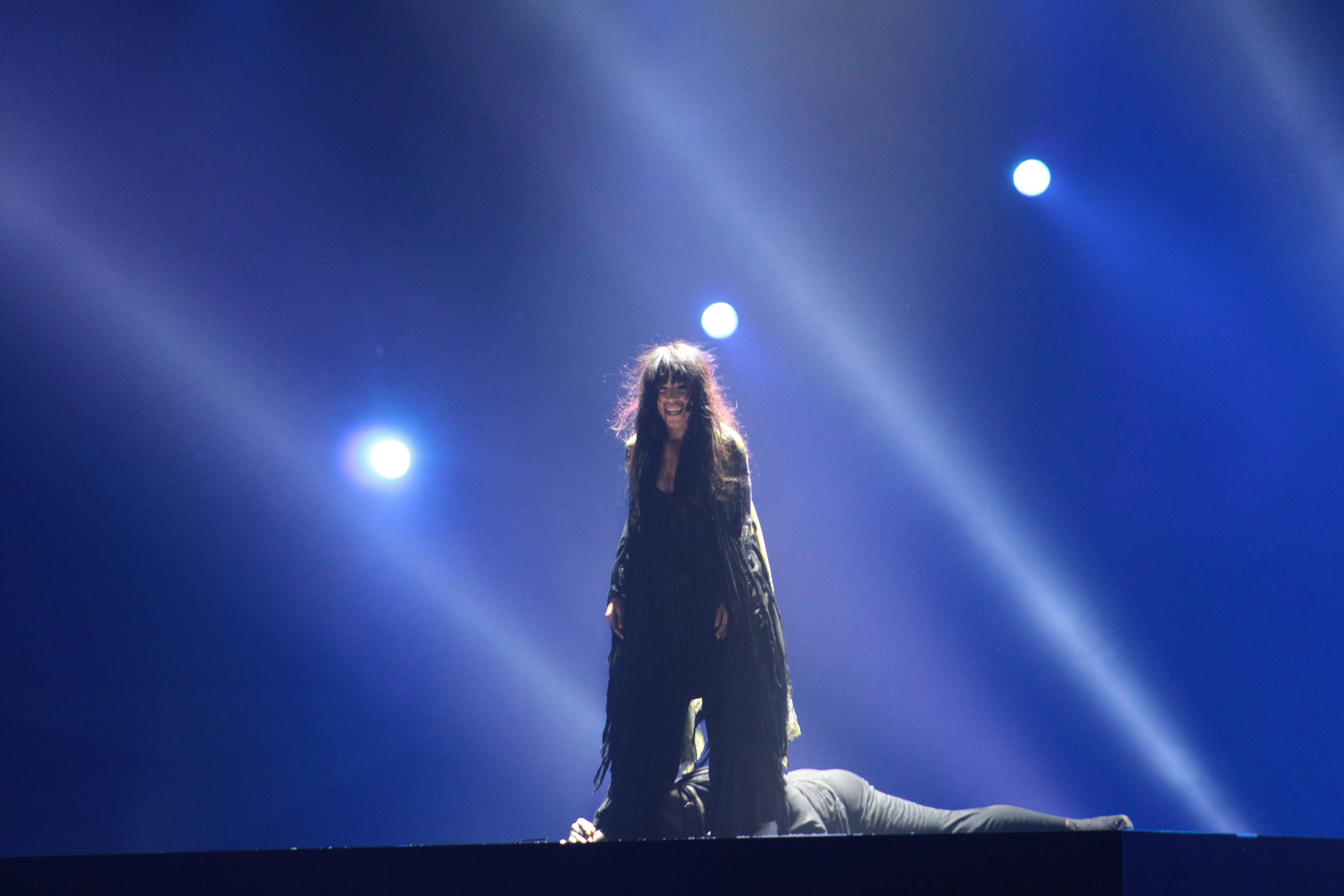
Loreen em Baku (2012)
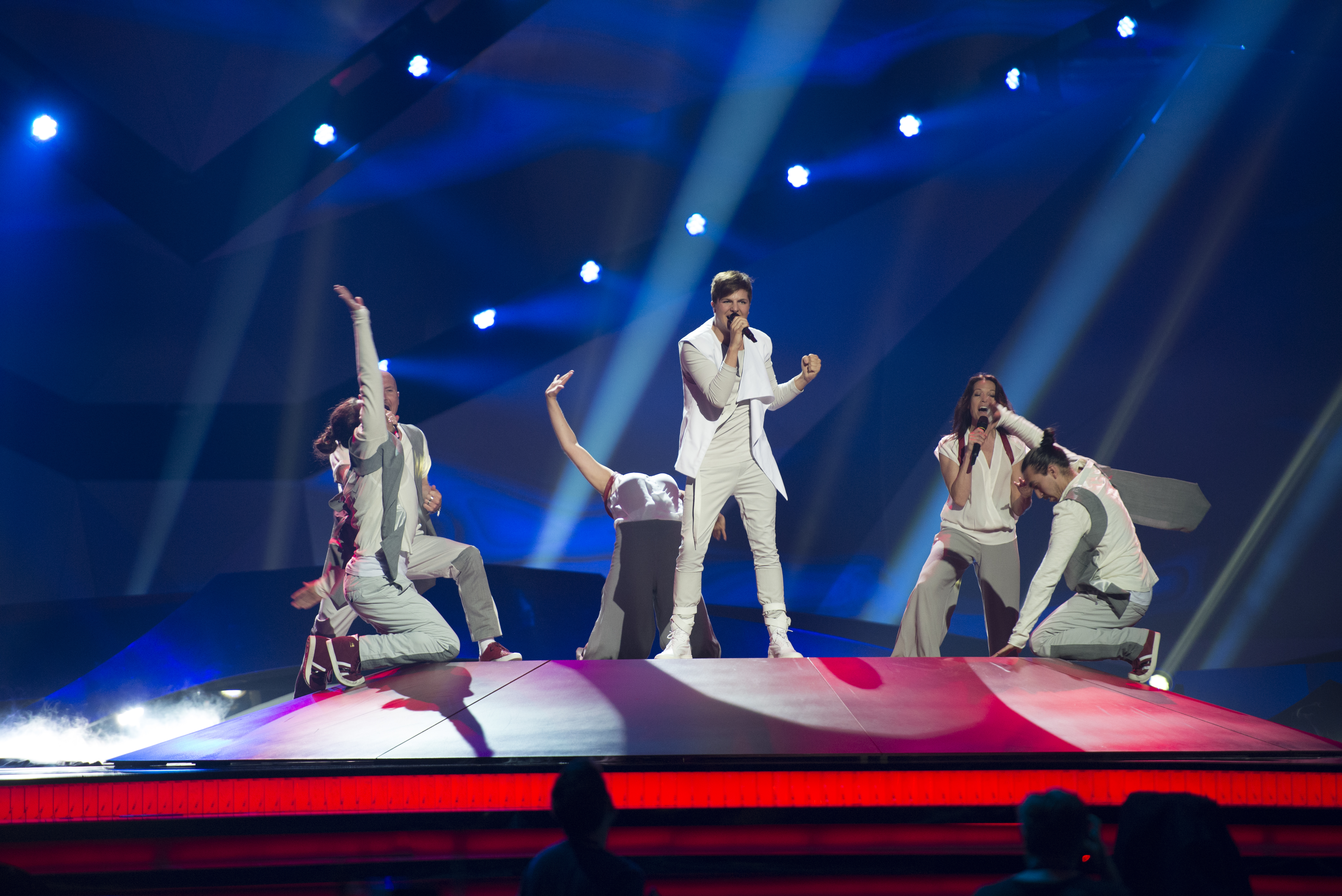
Robin Stjernberg em Malmö (2013)
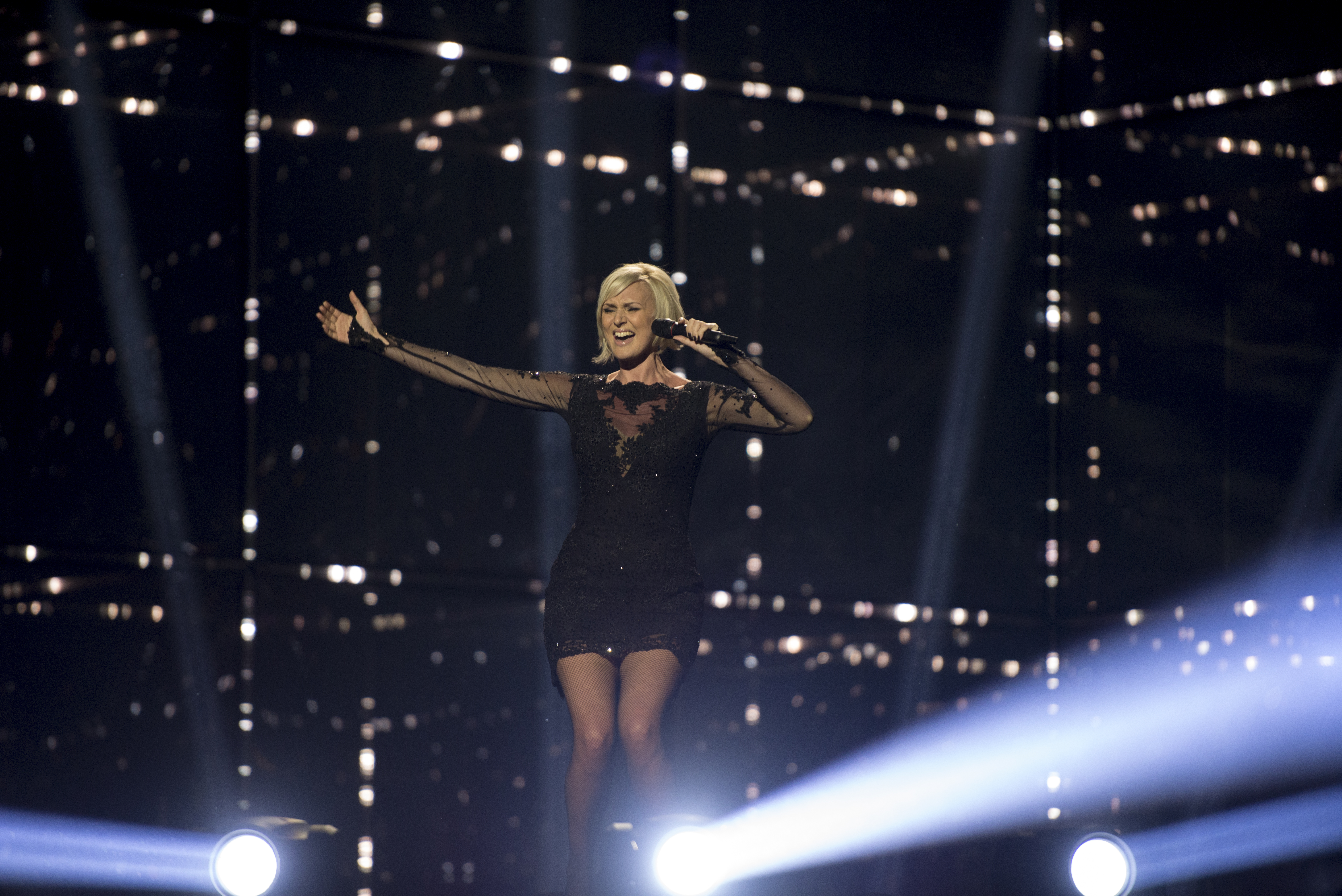
Sanna Nielsen em Copenhaga (2014)
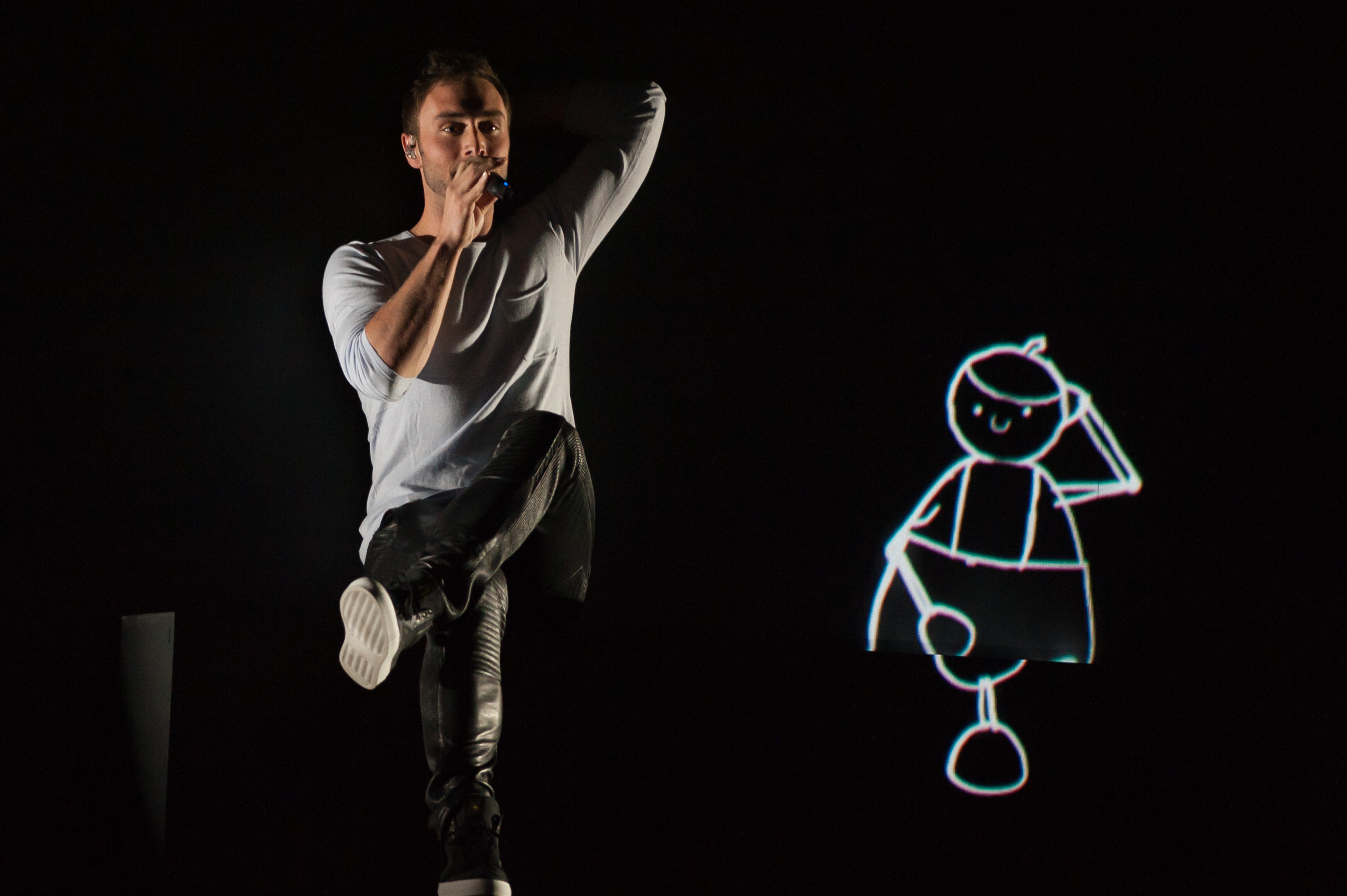
Måns Zelmerlöw em Viena (2015)
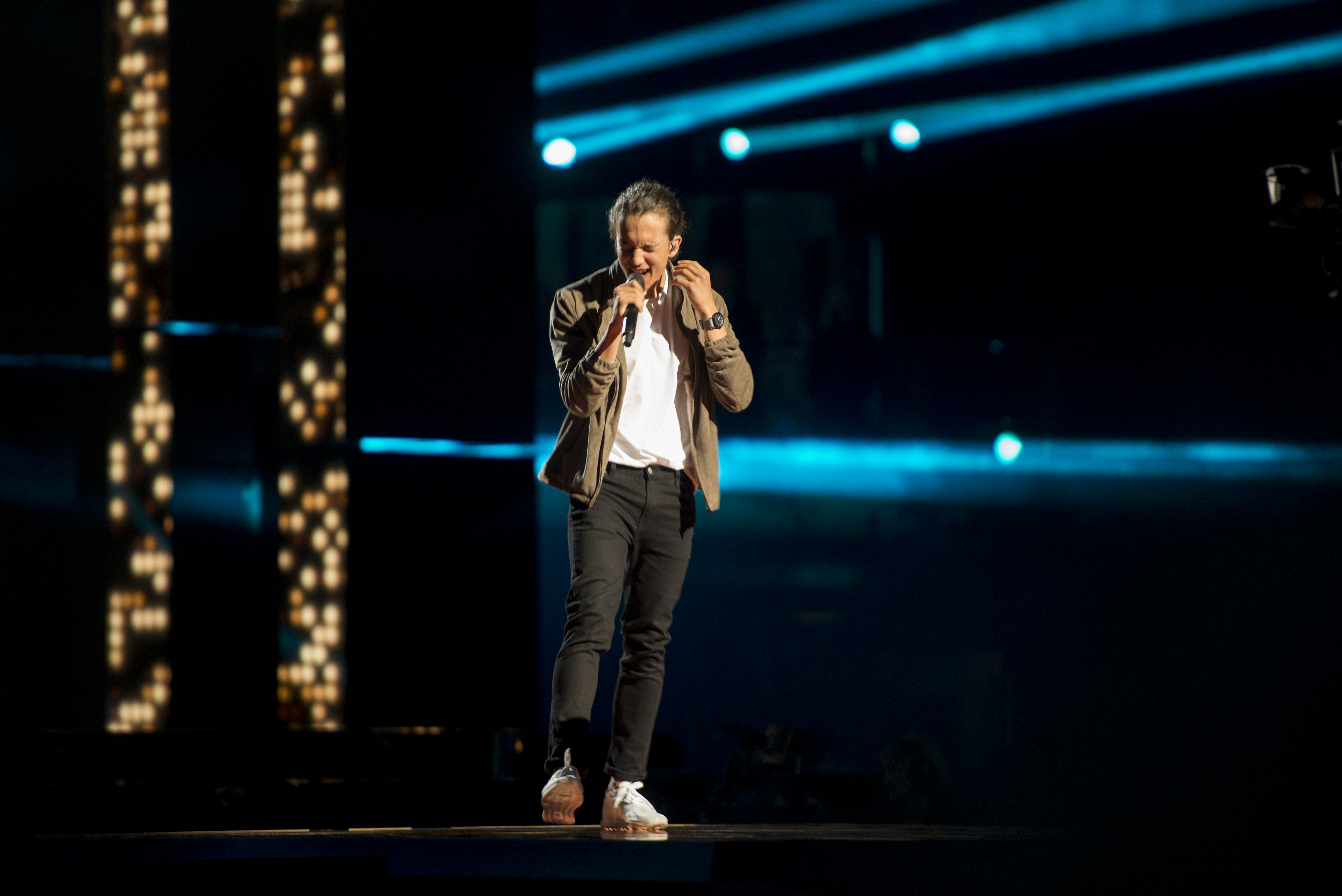
Frans em Estocolmo (2016)
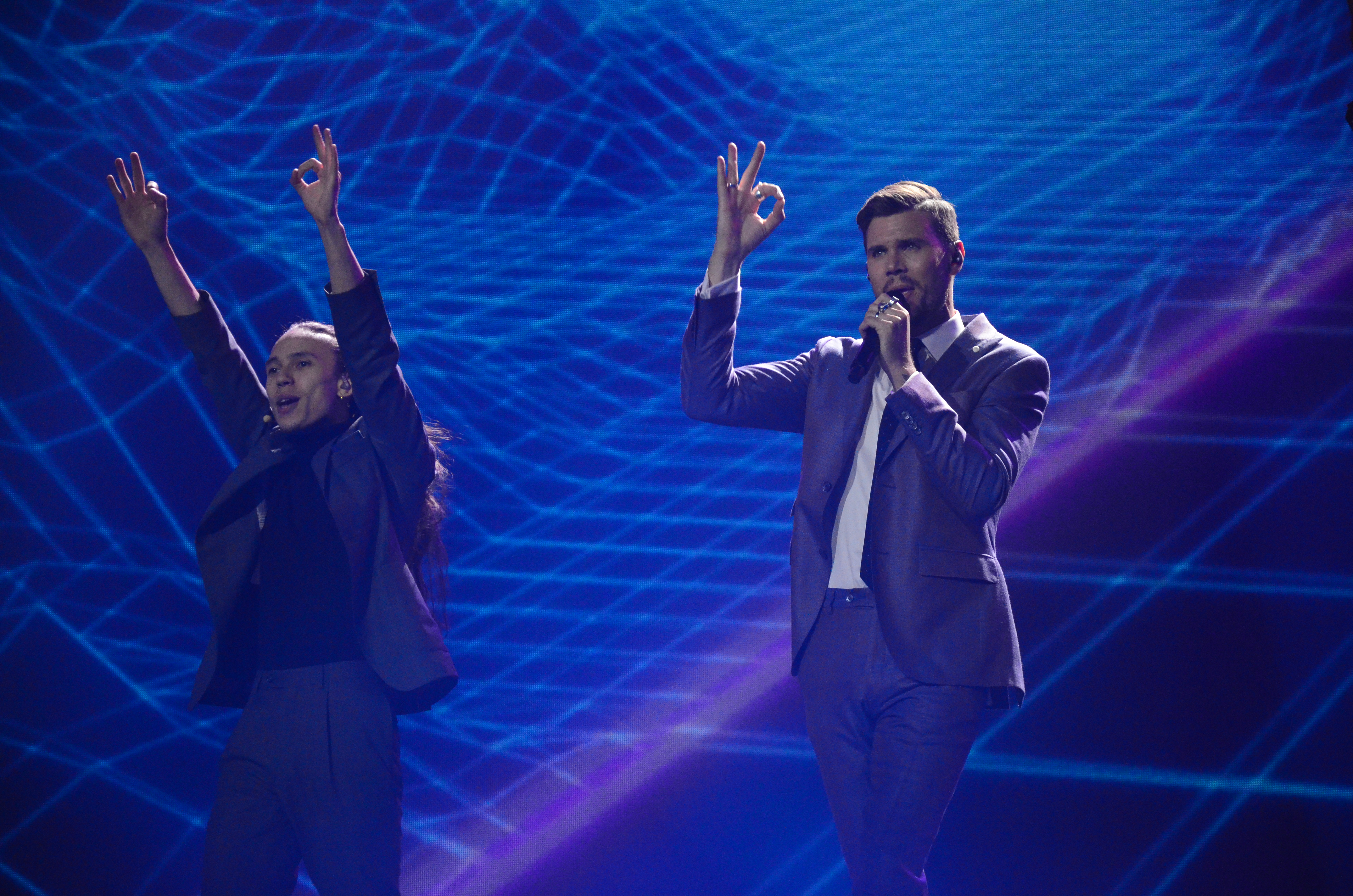
Robin Bengtsson em Kiev (2017)
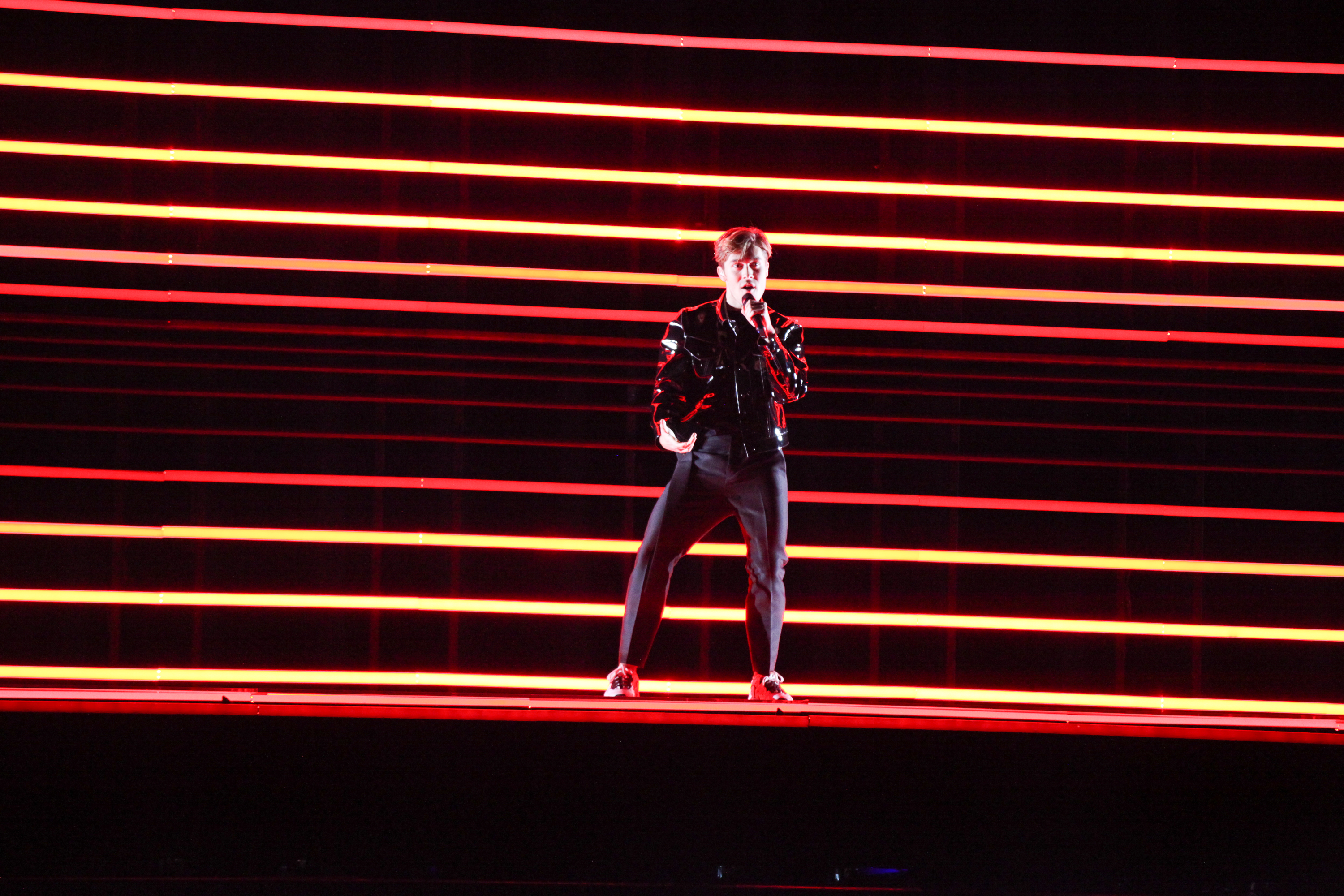
Benjamin Ingrosso em Lisboa (2018)
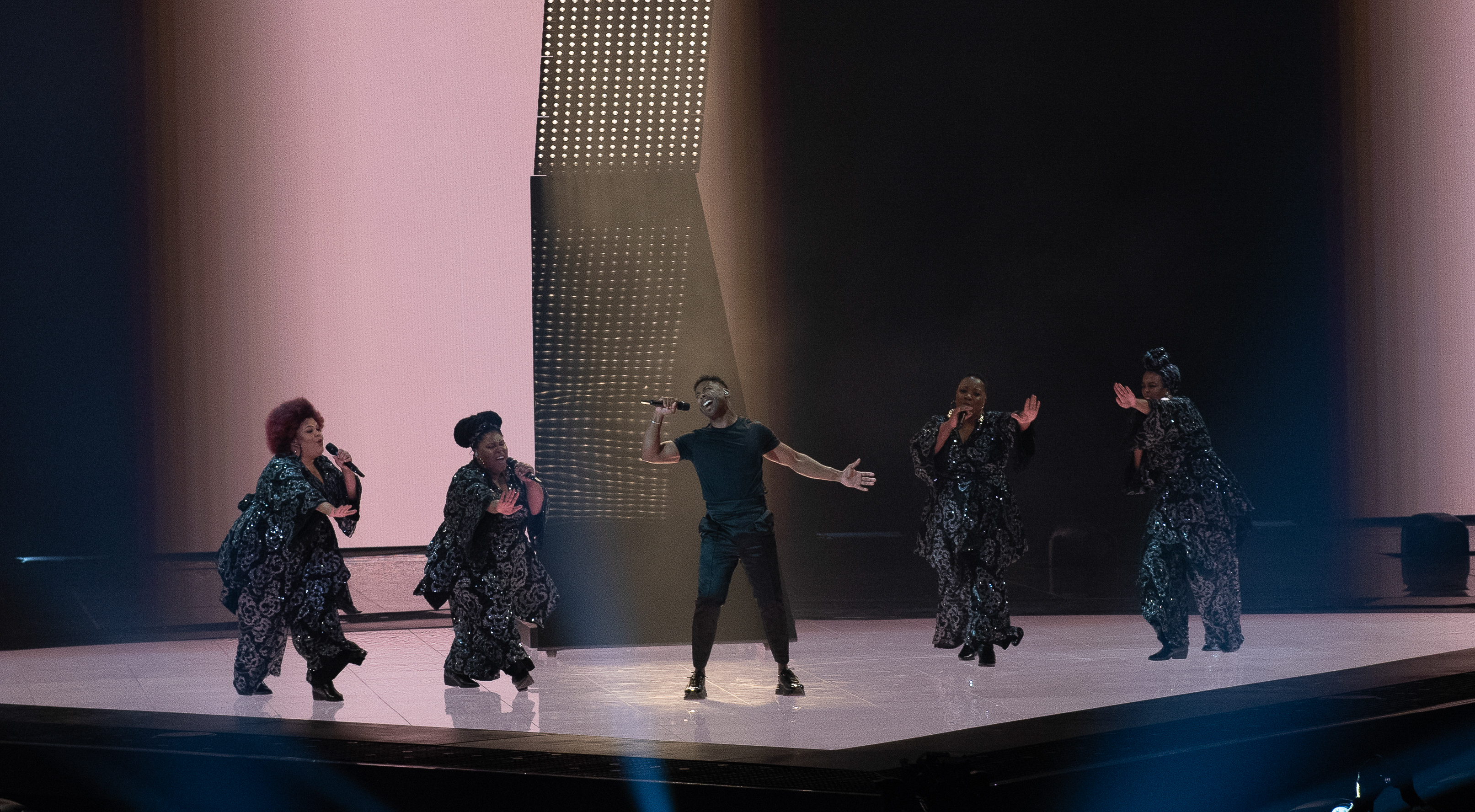
John Lundvik em Tel Aviv (2019)
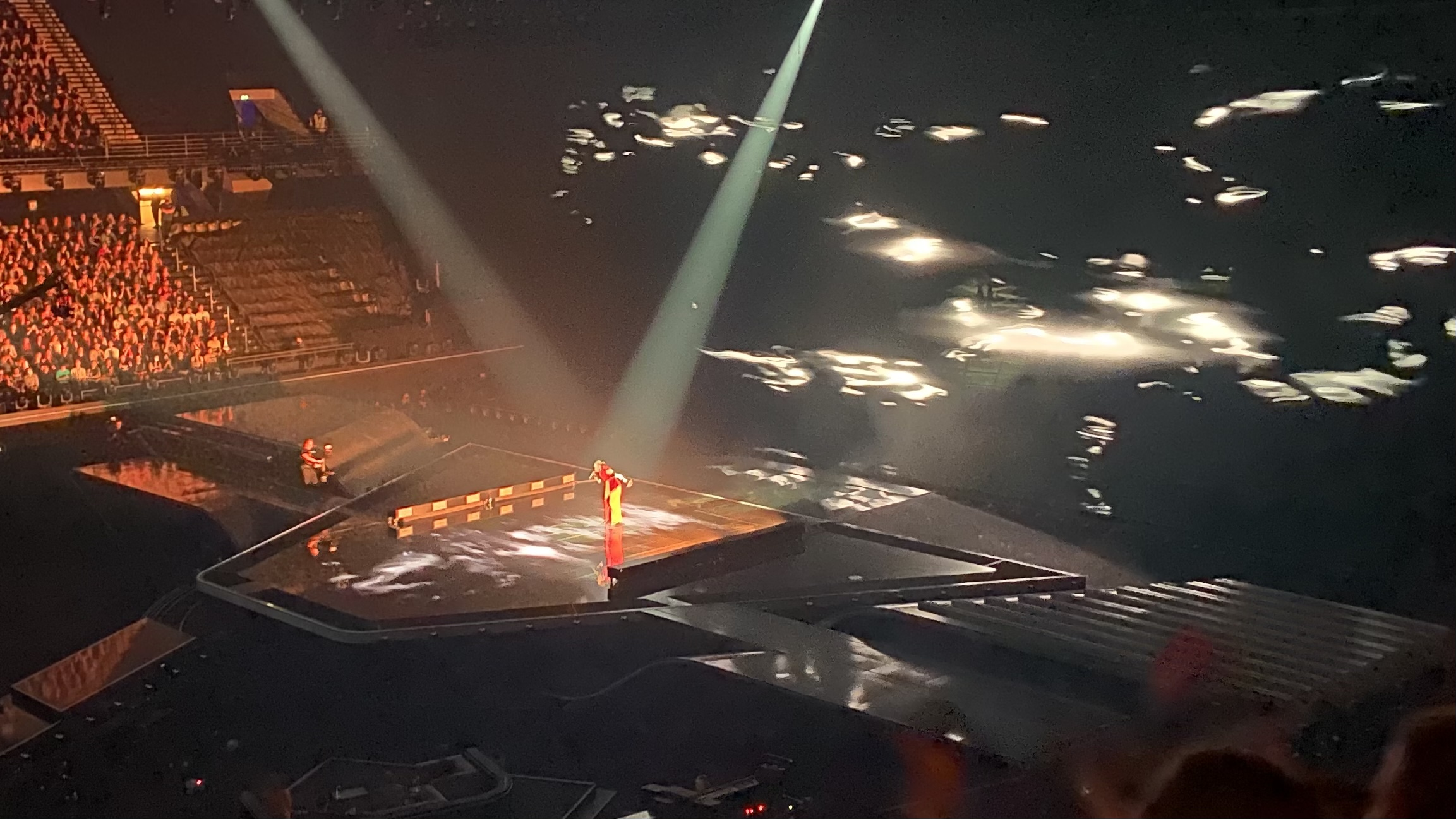
Tusse em Rotterdam (2021)
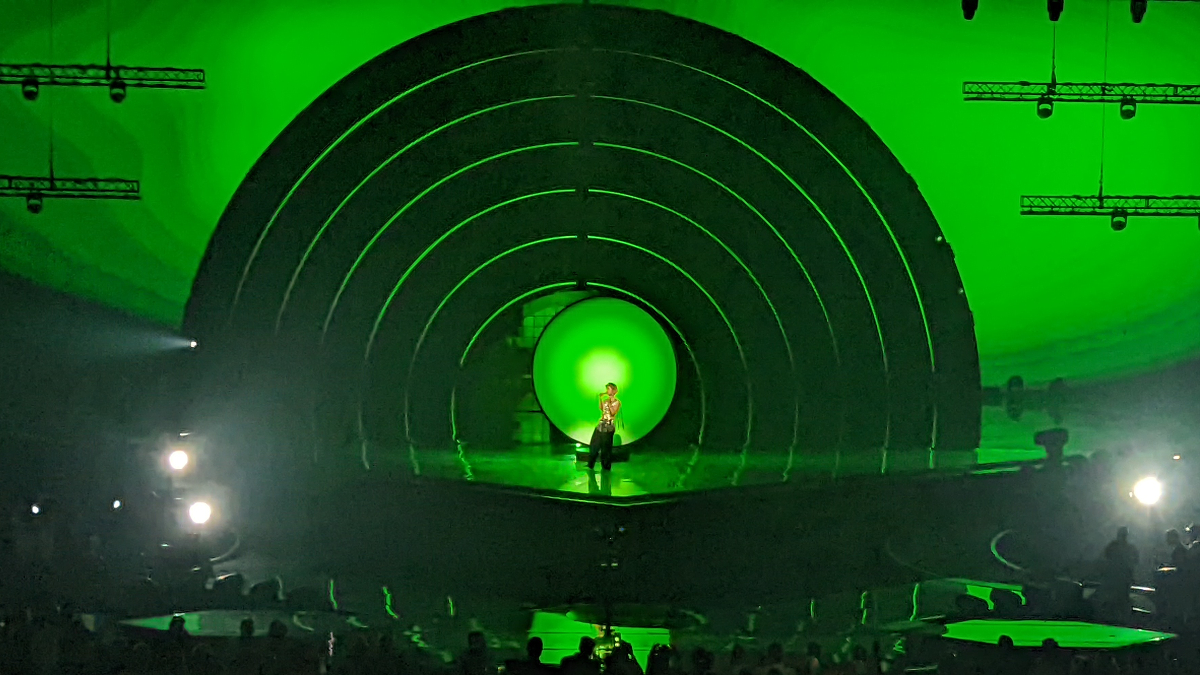
Cornelia Jakobs em Turim (2022)
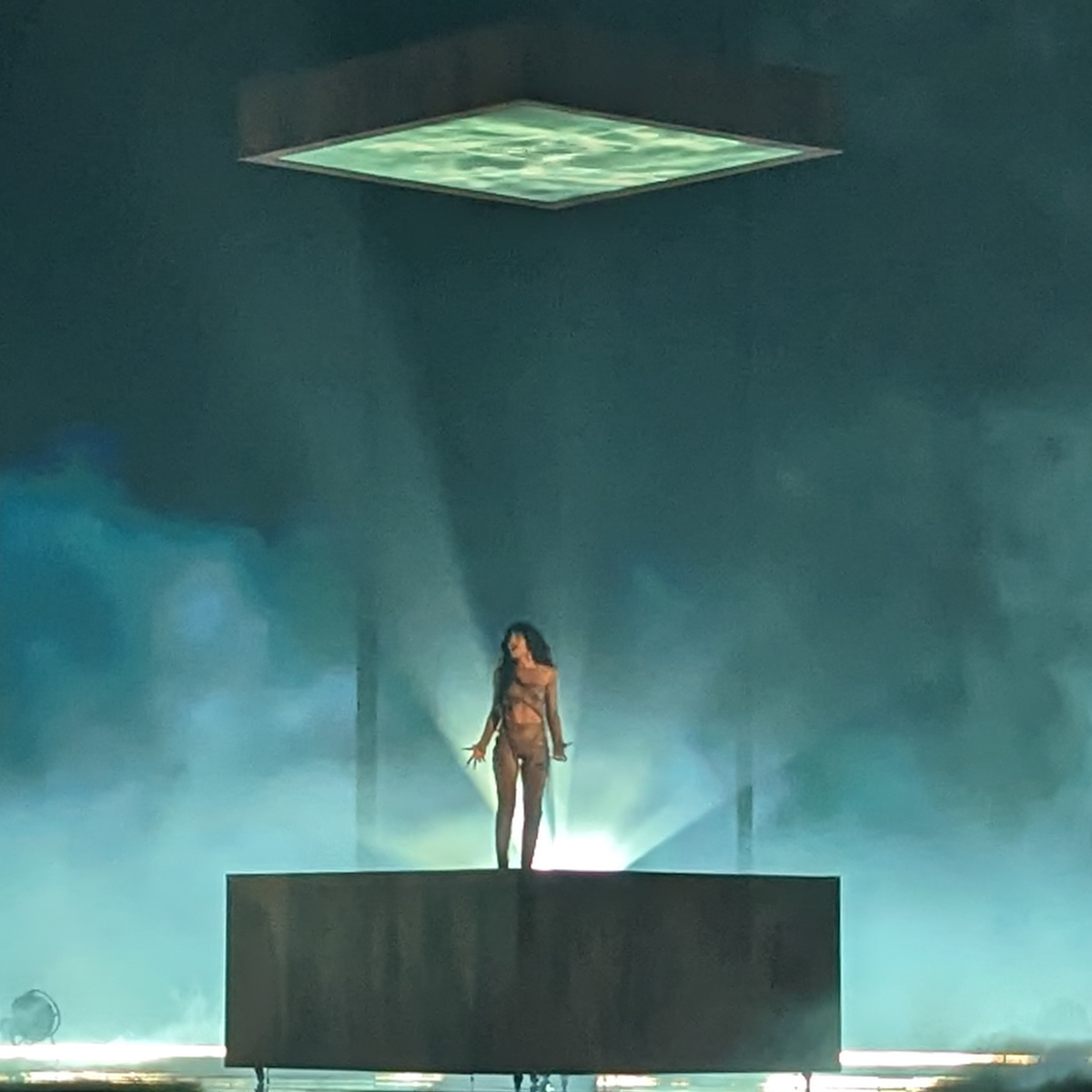
Loreen em Liverpool (2023)
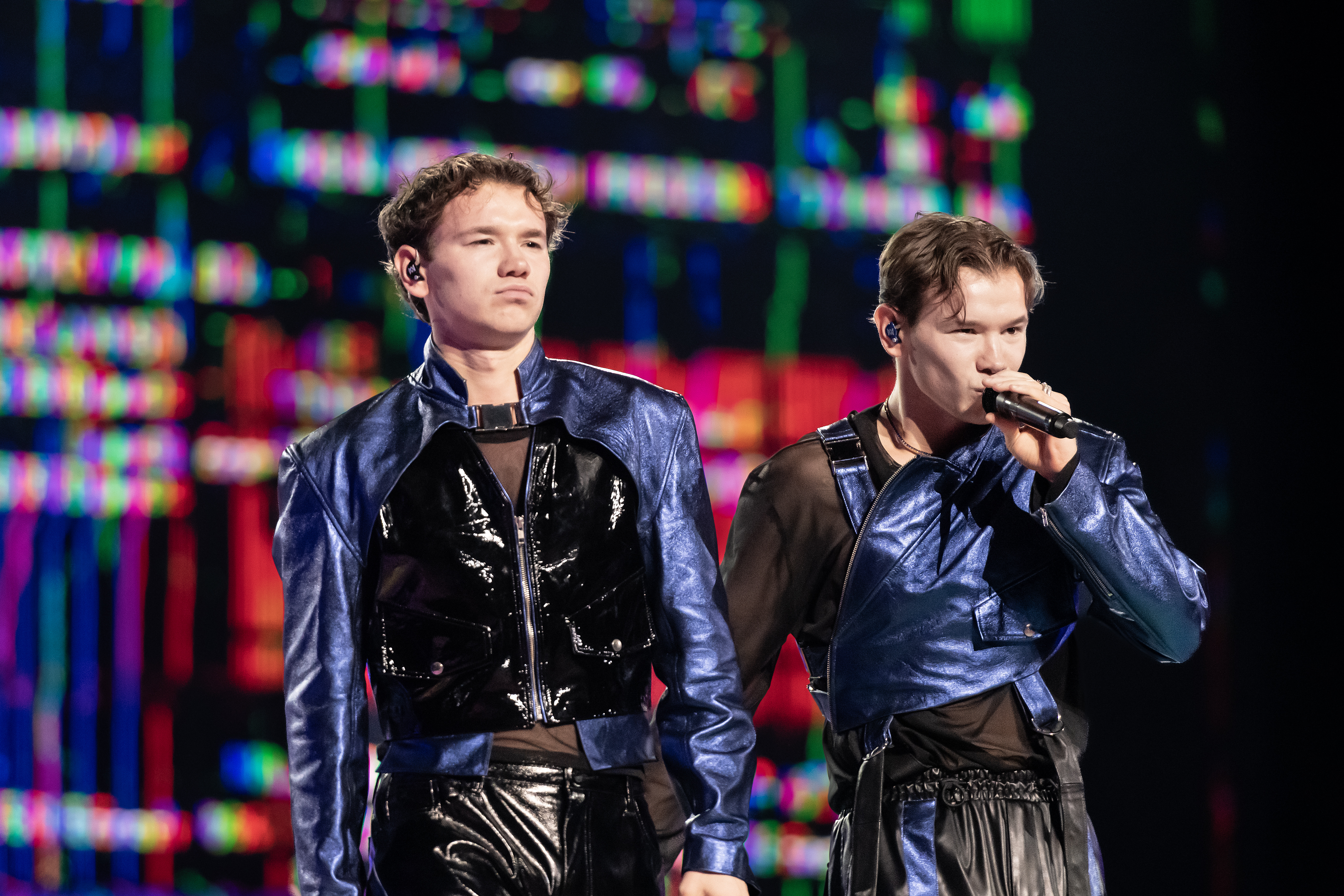
Marcus & Martinus em Malmö (2024)

## Participações
Legenda
     Vencedor
     2.º lugar
     3.º lugar
     Pontuação Nula ("Null Points")/Último Lugar
     Melhor classificação (fora do top 3)
     Qualificação para a final (fora do top 3)
     País-anfitrião
     Desclassificado
| #   | Ano             | Artista                          | Canção                                                                              | Língua           | Final                    | Pontos                   | Semi                        | Pontos                      |
| --- | --------------- | -------------------------------- | ----------------------------------------------------------------------------------- | ---------------- | ------------------------ | ------------------------ | --------------------------- | --------------------------- |
| 1º  | Hilversum 1958  | Alice Babs                       | "Lilla stjärna" Pequena Estrela                                                     | Sueco            | 4º                       | 10                       | Sem Semi-Finais             | Sem Semi-Finais             |
| 2º  | Cannes 1959     | Brita Borg                       | "Augustin"                                                                          | Sueco            | 9º                       | 4                        | Sem Semi-Finais             | Sem Semi-Finais             |
| 3º  | Londres         | Siw Malmkvist 1960               | "Alla andra får varann" Todos os outros agarram-se uns aos outros                   | Sueco            | 10º                      | 4                        | Sem Semi-Finais             | Sem Semi-Finais             |
| 4º  | Cannes 1961     | Lill-Babs                        | "April, april" Abril, abril                                                         | Sueco            | 14º                      | 2                        | Sem Semi-Finais             | Sem Semi-Finais             |
| 5º  | Luxemburgo 1962 | Inger Berggren                   | "Sol och vår" Sol e Primavera                                                       | Sueco            | 7º                       | 4                        | Sem Semi-Finais             | Sem Semi-Finais             |
| 6º  | Londres 1963    | Monica Zetterlund                | "En gång i Stockholm" Era uma vez em Estocolmo                                      | Sueco            | 13º                      | 0                        | Sem Semi-Finais             | Sem Semi-Finais             |
|     | Copenhaga 1964  | Não participou                   | Não participou                                                                      | Não participou   | Não participou           | Não participou           | Sem Semi-Finais             | Sem Semi-Finais             |
| 7º  | Nápoles 1965    | Ingvar Wixell                    | "Absent Friend" Amigo ausente                                                       | Inglês           | 10º                      | 6                        | Sem Semi-Finais             | Sem Semi-Finais             |
| 8º  | Luxemburgo 1966 | Lill Lindfors e Svante Thuresson | "Nygammal vals" A nova velha valsa                                                  | Sueco            | 2º                       | 16                       | Sem Semi-Finais             | Sem Semi-Finais             |
| 9º  | Viena 1967      | Östen Warnerbring                | "Som en dröm" Como um sonho                                                         | Sueco            | 8º                       | 7                        | Sem Semi-Finais             | Sem Semi-Finais             |
| 10º | Londres 1968    | Claes-Göran Hederström           | "Det börjar verka kärlek, banne mig" Está começando a ver como amor, maldito seja   | Sueco            | 5º                       | 15                       | Sem Semi-Finais             | Sem Semi-Finais             |
| 11º | Madrid 1969     | Tommy Körberg                    | "Judy, min vän" Judy, minha amiga                                                   | Sueco            | 9º                       | 8                        | Sem Semi-Finais             | Sem Semi-Finais             |
|     | Amesterdão 1970 | Não participou                   | Não participou                                                                      | Não participou   | Não participou           | Não participou           | Sem Semi-Finais             | Sem Semi-Finais             |
| 12º | Dublin 1971     | Family Four                      | "Vita vidder" Horizontes brancos                                                    | Sueco            | 6º                       | 85                       | Sem Semi-Finais             | Sem Semi-Finais             |
| 13º | Edinburgo 1972  | Family Four                      | "Härliga sommardag" Bonito dia de verão                                             | Sueco            | 13º                      | 75                       | Sem Semi-Finais             | Sem Semi-Finais             |
| 14º | Luxemburgo 1973 | Nova                             | "You're Summer" Tu és verão                                                         | Inglês           | 5º                       | 94                       | Sem Semi-Finais             | Sem Semi-Finais             |
| 15º | Brighton 1974   | ABBA                             | "Waterloo"                                                                          | Inglês           | 1º                       | 24                       | Sem Semi-Finais             | Sem Semi-Finais             |
| 16º | Estocolmo 1975  | Lasse Berghagen                  | "Jennie, Jennie"                                                                    | Inglês           | 8º                       | 72                       | Sem Semi-Finais             | Sem Semi-Finais             |
|     | Haia 1976       | Não participou                   | Não participou                                                                      | Não participou   | Não participou           | Não participou           | Sem Semi-Finais             | Sem Semi-Finais             |
| 17º | Londres 1977    | Forbes                           | "Beatles"                                                                           | Sueco            | 18º                      | 2                        | Sem Semi-Finais             | Sem Semi-Finais             |
| 18º | Paris 1978      | Björn Skifs                      | "Det blir alltid värre framåt natten" Isso torna-se sempre pior ao anoitecer        | Sueco            | 14º                      | 26                       | Sem Semi-Finais             | Sem Semi-Finais             |
| 19º | Jerusalém 1979  | Ted Gärdestad                    | "Satellit" Satélite                                                                 | Sueco            | 17º                      | 8                        | Sem Semi-Finais             | Sem Semi-Finais             |
| 20º | Haia 1980       | Tomas Ledin                      | "Just nu!" Agora Mesmo                                                              | Sueco            | 10º                      | 47                       | Sem Semi-Finais             | Sem Semi-Finais             |
| 21º | Dublin 1981     | Björn Skifs                      | "Fångad i en dröm" Capturado por um sonho                                           | Sueco            | 10º                      | 50                       | Sem Semi-Finais             | Sem Semi-Finais             |
| 22º | Harrogate 1982  | Chips                            | "Dag efter dag" Dia após dia                                                        | Sueco            | 8º                       | 67                       | Sem Semi-Finais             | Sem Semi-Finais             |
| 23º | Munique 1983    | Carola                           | "Främling" Estranho                                                                 | Sueco            | 3º                       | 126                      | Sem Semi-Finais             | Sem Semi-Finais             |
| 24º | Luxemburgo 1984 | Herreys                          | "Diggi-Loo Diggi-Ley"                                                               | Sueco            | 1º                       | 145                      | Sem Semi-Finais             | Sem Semi-Finais             |
| 25º | Gotemburgo 1985 | Kikki Danielsson                 | "Bra vibrationer" Boas vibrações                                                    | Sueco            | 3º                       | 103                      | Sem Semi-Finais             | Sem Semi-Finais             |
| 26º | Bergen 1986     | Monica Törnell & Lasse Holm      | "E' de' det här du kallar kärlek?" Isto é aquilo a que vocês chamam amor'?          | Sueco            | 5º                       | 78                       | Sem Semi-Finais             | Sem Semi-Finais             |
| 27º | Bruxelas 1987   | Lotta Engberg                    | "Boogaloo"                                                                          | Sueco            | 12º                      | 50                       | Sem Semi-Finais             | Sem Semi-Finais             |
| 28º | Dublin 1988     | Tommy Körberg                    | "Stad i ljus" Cidade de luz                                                         | Sueco            | 12º                      | 52                       | Sem Semi-Finais             | Sem Semi-Finais             |
| 29º | Lausanne 1989   | Tommy Nilsson                    | "En dag" Um dia                                                                     | Sueco            | 4º                       | 110                      | Sem Semi-Finais             | Sem Semi-Finais             |
| 30º | Zagreb 1990     | Edin-Ådahl                       | "Som en vind" Como um vento                                                         | Sueco            | 16º                      | 24                       | Sem Semi-Finais             | Sem Semi-Finais             |
| 31º | Roma 1991       | Carola                           | "Fångad av en stormvind" Capturada por uma tempestade de vento                      | Sueco            | 1º                       | 146                      | Sem Semi-Finais             | Sem Semi-Finais             |
| 32º | Malmö 1992      | Christer Björkman                | "I morgon är en annan dag" Amanhã é outro dia                                       | Sueco            | 22º                      | 9                        | Sem Semi-Finais             | Sem Semi-Finais             |
| 33º | Millstreet 1993 | Arvingarna                       | "Eloise"                                                                            | Sueco            | 7º                       | 89                       | Kvalifikacija za Millstreet | Kvalifikacija za Millstreet |
| 34º | Dublin 1994     | Marie Bergman e Roger Pontare    | "Stjärnorna" As estrelas                                                            | Sueco            | 13º                      | 48                       | Sem Semi-Finais             | Sem Semi-Finais             |
| 35º | Dublin 1995     | Jan Johansen                     | "Se på mej" Olha para mim                                                           | Sueco            | 3º                       | 100                      | Sem Semi-Finais             | Sem Semi-Finais             |
| 36º | Oslo 1996       | One More Time                    | "Den vilda" O selvagem                                                              | Sueco            | 3º                       | 100                      | 1º                          | 227                         |
| 37º | Dublin 1997     | Blond                            | "Bara hon älskar mig" Se ao menos ela me amasse                                     | Sueco            | 14º                      | 36                       | Sem Semi-Finais             | Sem Semi-Finais             |
| 38º | Birmingham 1998 | Jill Johnson                     | "Kärleken är" O amor é                                                              | Sueco            | 10º                      | 53                       | Sem Semi-Finais             | Sem Semi-Finais             |
| 39º | Jerusalém 1999  | Charlotte Perrelli               | "Take Me to Your Heaven" Leva-me ao teu céu                                         | Inglês           | 1º                       | 163                      | Sem Semi-Finais             | Sem Semi-Finais             |
| 40º | Estocolmo 2000  | Roger Pontare                    | "When Spirits Are Calling My Name" Quando os espíritos estão chamando pelo meu nome | Inglês           | 7º                       | 88                       | Sem Semi-Finais             | Sem Semi-Finais             |
| 41º | Copenhaga 2001  | Friends                          | "Listen To Your Heartbeat" Escuta o bater do teu coração                            | Inglês           | 5º                       | 100                      | Sem Semi-Finais             | Sem Semi-Finais             |
| 42º | Tallinn 2002    | Afro-dite                        | "Never Let It Go" Nunca deixes ir                                                   | Inglês           | 8º                       | 72                       | Sem Semi-Finais             | Sem Semi-Finais             |
| 43º | Riga 2003       | Fame                             | "Give Me Your Love" Dê-me o teu amor                                                | Inglês           | 5º                       | 107                      | Sem Semi-Finais             | Sem Semi-Finais             |
| 44º | Istambul 2004   | Lena Philipsson                  | "It Hurts" Isso dói                                                                 | Inglês           | 5º                       | 170                      | Top 11 no ano anterior      | Top 11 no ano anterior      |
| 45º | Kiev 2005       | Martin Stenmarck                 | "Las Vegas"                                                                         | Inglês           | 19º                      | 30                       | Top 12 no ano anterior      | Top 12 no ano anterior      |
| 46º | Atenas 2006     | Carola                           | "Invincible" Invencível                                                             | Inglês           | 5º                       | 170                      | 4º                          | 214                         |
| 47º | Helsínquia 2007 | The Ark                          | "The Worrying Kind" Do tipo preocupante                                             | Inglês           | 18º                      | 51                       | Top 10 no ano anterior      | Top 10 no ano anterior      |
| 48º | Belgrado 2008   | Charlotte Perrelli               | "Hero" Herói                                                                        | Inglês           | 18º                      | 47                       | 12º                         | 54                          |
| 49º | Moscovo 2009    | Malena Ernman                    | "La voix" A Voz                                                                     | Francês & Inglês | 21º                      | 33                       | 4º                          | 105                         |
| 50º | Oslo 2010       | Anna Bergendahl                  | "This Is My Life" Esta é a minha vida                                               | Inglês           | Não se qualificou        | Não se qualificou        | 11º                         | 62                          |
| 51º | Düsseldorf 2011 | Eric Saade                       | "Popular"                                                                           | Inglês           | 3º                       | 185                      | 1º                          | 155                         |
| 52º | Baku 2012       | Loreen                           | "Euphoria" Euforia                                                                  | Inglês           | 1º                       | 372                      | 1º                          | 181                         |
| 53º | Malmö 2013      | Robin Stjernberg                 | "You" Tu                                                                            | Inglês           | 14º                      | 62                       | País Anfitrião              | País Anfitrião              |
| 54º | Copenhaga 2014  | Sanna Nielsen                    | "Undo" Desfazer                                                                     | Inglês           | 3º                       | 218                      | 2º                          | 131                         |
| 55º | Viena 2015      | Måns Zelmerlöw                   | "Heroes" Heróis                                                                     | Inglês           | 1º                       | 365                      | 1º                          | 217                         |
| 56º | Estocolmo 2016  | Frans                            | "If I Were Sorry" Se eu lamentasse                                                  | Inglês           | 5º                       | 261                      | País Anfitrião              | País Anfitrião              |
| 57º | Kiev 2017       | Robin Bengtsson                  | "I Can't Go On" Não Posso Continuar                                                 | Inglês           | 5º                       | 344                      | 3º                          | 227                         |
| 58º | Lisboa 2018     | Benjamim Ingrosso                | "Dance You Off" Dança Tu                                                            | Inglês           | 7º                       | 274                      | 2º                          | 254                         |
| 59º | Tel Aviv 2019   | John Lundvik                     | "Too Late for Love" Tarde demais para o amor                                        | Inglês           | 5º                       | 334                      | 3º                          | 238                         |
|     | Roterdão 2020   | The Mamas                        | "Move" Move-te                                                                      | Inglês           | A edição não se realizou | A edição não se realizou | A edição não se realizou    | A edição não se realizou    |
| 60º | Roterdão 2021   | Tusse                            | "Voices" Vozes                                                                      | Inglês           | 14º                      | 109                      | 7º                          | 142                         |
| 61º | Turim 2022      | Cornelia Jakobs                  | "Hold Me Closer" Segure-me mais perto                                               | Inglês           | 4º                       | 438                      | 1º                          | 396                         |
| 62º | Liverpool 2023  | Loreen                           | "Tattoo" Tatuagem                                                                   | Inglês           | 1º                       | 583                      | 2º                          | 135                         |
| 63º | Malmö 2024      | Marcus & Martinus                | "Unforgettable" Inesquecível                                                        | Inglês           | 9º                       | 174                      | País Anfitrião              | País Anfitrião              |
| 64º | Basileia 2025   | KAJ                              | "Bara bada bastu" Basta fazer sauna                                                 | Sueco            | 4º                       | 321                      | 4º                          | 118                         |

| Ano             | Artista           | Canção              | Final             | Final             | Final             | Final             | Final             | Final             | Semi            | Semi            | Semi            | Semi            | Semi           | Semi           |
| Ano             | Artista           | Canção              | Tlv.              | Pontos            | Júri              | Pontos            | Cl.               | Pontos            | Tlv.            | Pontos          | Júri            | Pontos          | Cl.            | Pontos         |
| --------------- | ----------------- | ------------------- | ----------------- | ----------------- | ----------------- | ----------------- | ----------------- | ----------------- | --------------- | --------------- | --------------- | --------------- | -------------- | -------------- |
| Moscovo 2009    | Malena Ernman     | "La voix"           | 15º               | 59                | 22º               | 27                | 21º               | 33                | Apenas televoto | Apenas televoto | Apenas televoto | Apenas televoto | 4º             | 105            |
| Oslo 2010       | Anna Bergendahl   | "This Is My Life"   | Não se qualificou | Não se qualificou | Não se qualificou | Não se qualificou | Não se qualificou | Não se qualificou | 11º             | 76              | 9º              | 64              | 11º            | 62             |
| Düsseldorf 2011 | Eric Saade        | "Popular"           | 2º                | 221               | 9º                | 106               | 3º                | 185               | 1º              | 159             | 3º              | 99              | 1º             | 155            |
| Baku 2012       | Loreen            | "Euphoria"          | 1º                | 343               | 1º                | 296               | 1º                | 372               | 1º              | 180             | 1º              | 145             | 1º             | 181            |
| Malmö 2013      | Robin Stjernberg  | "You"               | 18º               | 16.19             | 3º                | 8.05              | 14º               | 62                | País Anfitrião  | País Anfitrião  | País Anfitrião  | País Anfitrião  | País Anfitrião | País Anfitrião |
| Copenhaga 2014  | Sanna Nielsen     | "Undo"              | 4º                | 190               | 2º                | 201               | 3º                | 218               | 3º              | 122             | 2º              | 125             | 2º             | 131            |
| Viena 2015      | Måns Zelmerlöw    | "Heroes"            | 3º                | 279               | 1º                | 363               | 1º                | 365               | 1º              | 195             | 1º              | 208             | 1º             | 217            |
| Estocolmo 2016  | Frans             | "If I Were Sorry"   | 6º                | 139               | 9º                | 122               | 5º                | 261               | País Anfitrião  | País Anfitrião  | País Anfitrião  | País Anfitrião  | País Anfitrião | País Anfitrião |
| Kiev 2017       | Robin Bengtsson   | "I Can't Go On"     | 8º                | 126               | 3º                | 218               | 5º                | 344               | 4º              | 103             | 3º              | 124             | 3º             | 227            |
| Lisboa 2018     | Benjamim Ingrosso | "Dance You Off"     | 23º               | 21                | 2º                | 253               | 7º                | 274               | 6º              | 83              | 1º              | 171             | 2º             | 254            |
| Tel Aviv 2019   | John Lundvik      | "Too Late for Love" | 9º                | 93                | 2º                | 241               | 5º                | 334               | 6º              | 88              | 2º              | 150             | 3º             | 238            |
| Roterdão 2021   | Tusse             | "Voices"            | 11º               | 63                | 17º               | 46                | 14º               | 109               | 10º             | 51              | 6º              | 91              | 7º             | 142            |
| Turim 2022      | Cornelia Jakobs   | "Hold Me Closer"    | 6º                | 180               | 2º                | 258               | 4º                | 438               | 1º              | 174             | 1º              | 222             | 1º             | 396            |
| Liverpool 2023  | Loreen            | "Tattoo"            | 2º                | 243               | 1º                | 340               | 1º                | 583               | Apenas televoto | Apenas televoto | Apenas televoto | Apenas televoto | 2º             | 135            |
| Malmö 2024      | Marcus & Martinus | "Unforgettable"     | 11º               | 49                | 8º                | 125               | 9º                | 174               | País Anfitrião  | País Anfitrião  | País Anfitrião  | País Anfitrião  | País Anfitrião | País Anfitrião |
| Basileia 2025   | KAJ               | "Bara bada bastu"   | 3º                | 195               | 6º                | 126               | 4º                | 321               | Apenas televoto | Apenas televoto | Apenas televoto | Apenas televoto | 4º             | 118            |

## Apresentadores

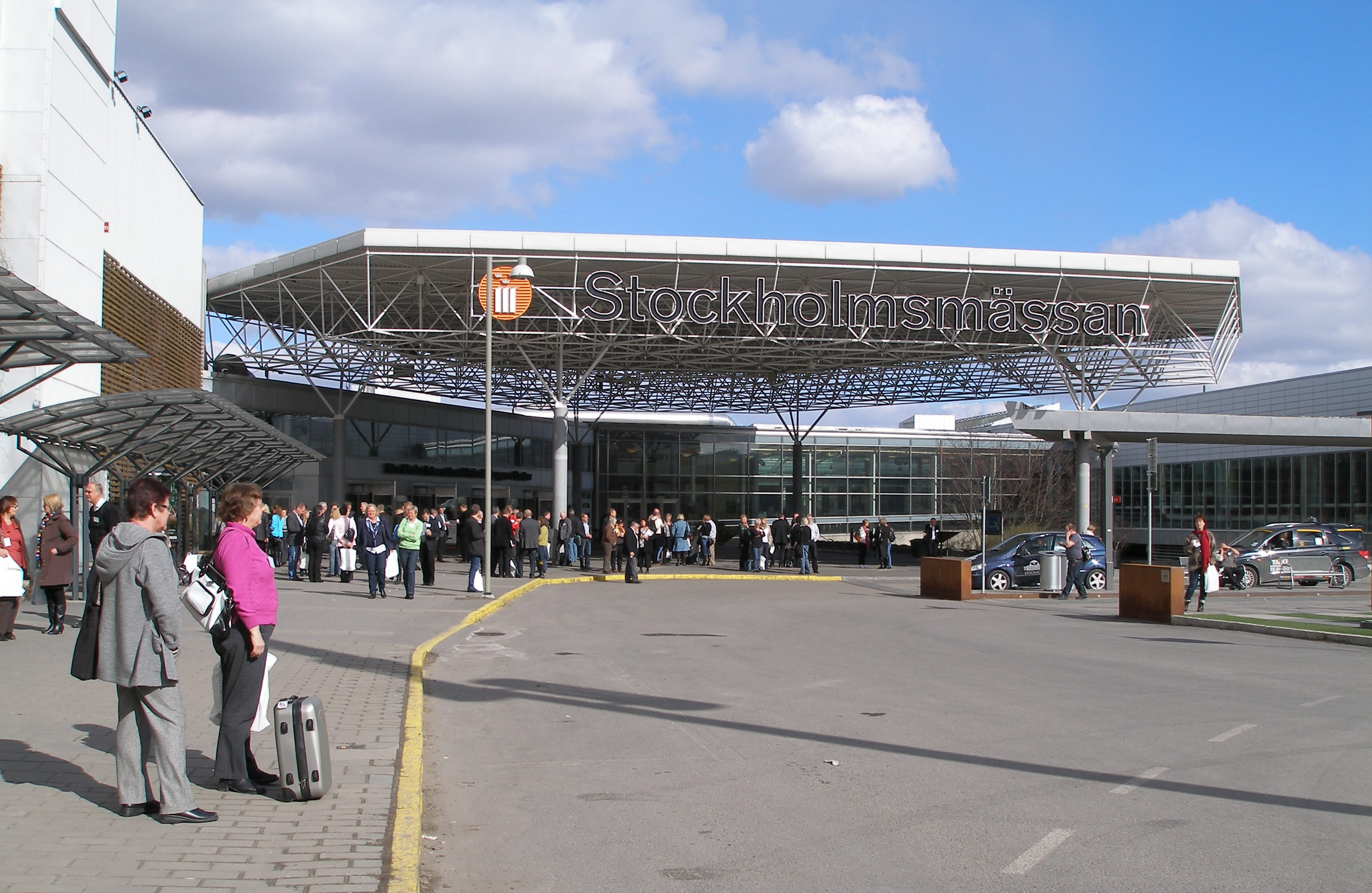
Stockholmsmässan em Estocolmo, sede do Festival Eurovisão da Canção 1975
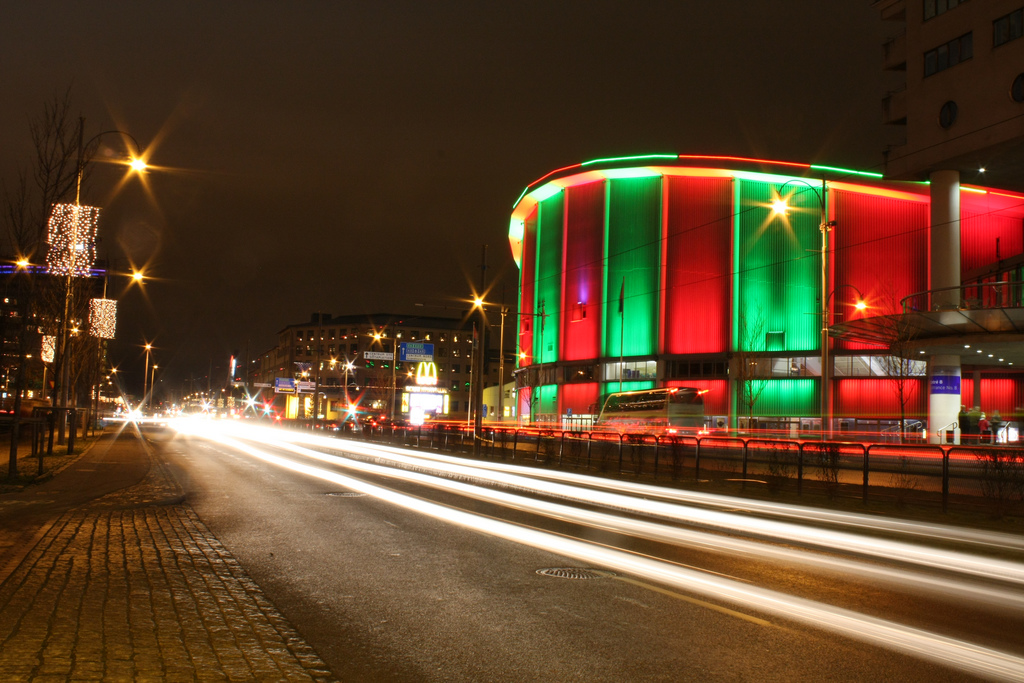
Scandinavium em Gotemburgo, sede do Festival Eurovisão da Canção 1985
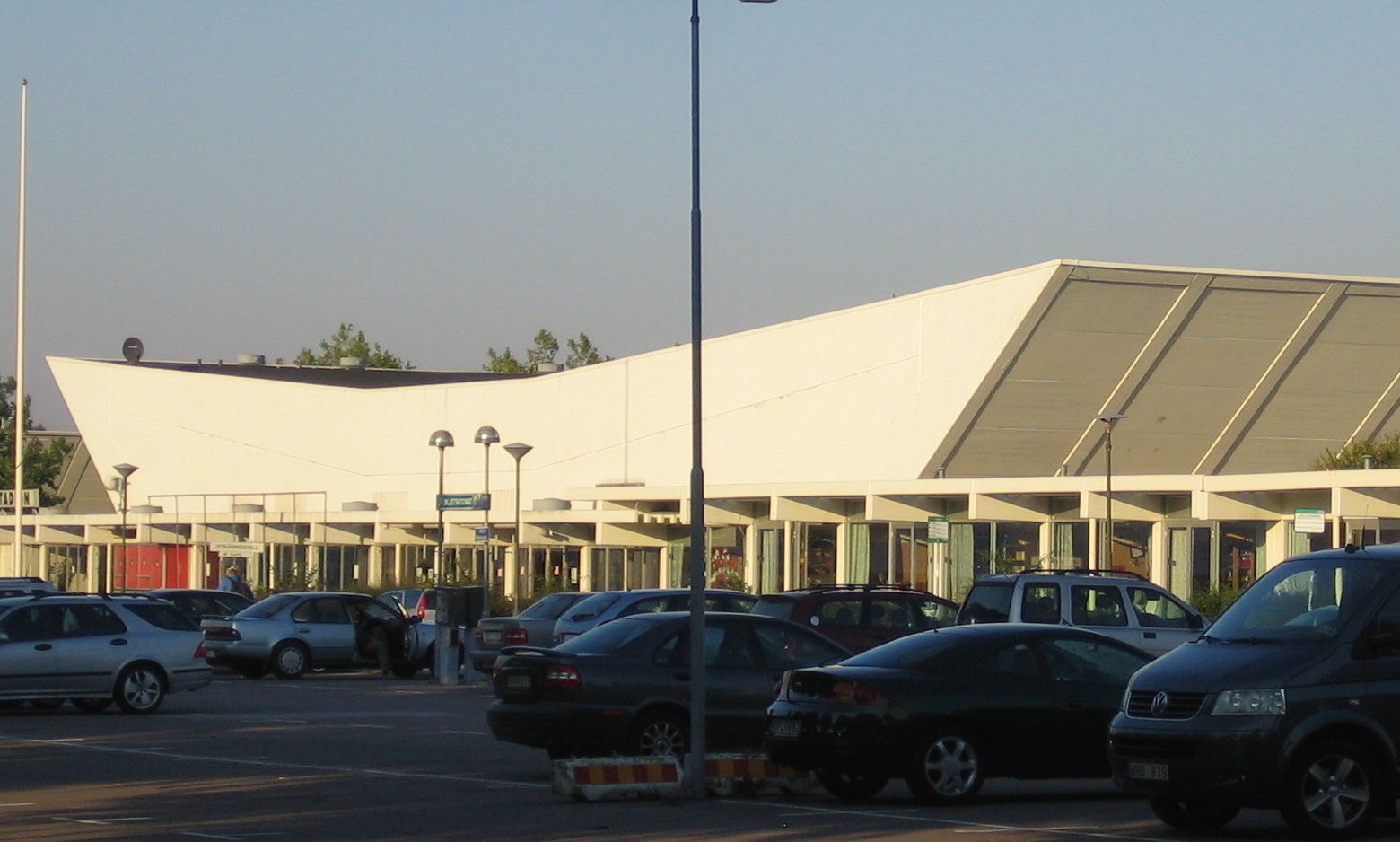
Malmö Isstadion em Malmö, sede do Festival Eurovisão da Canção 1992
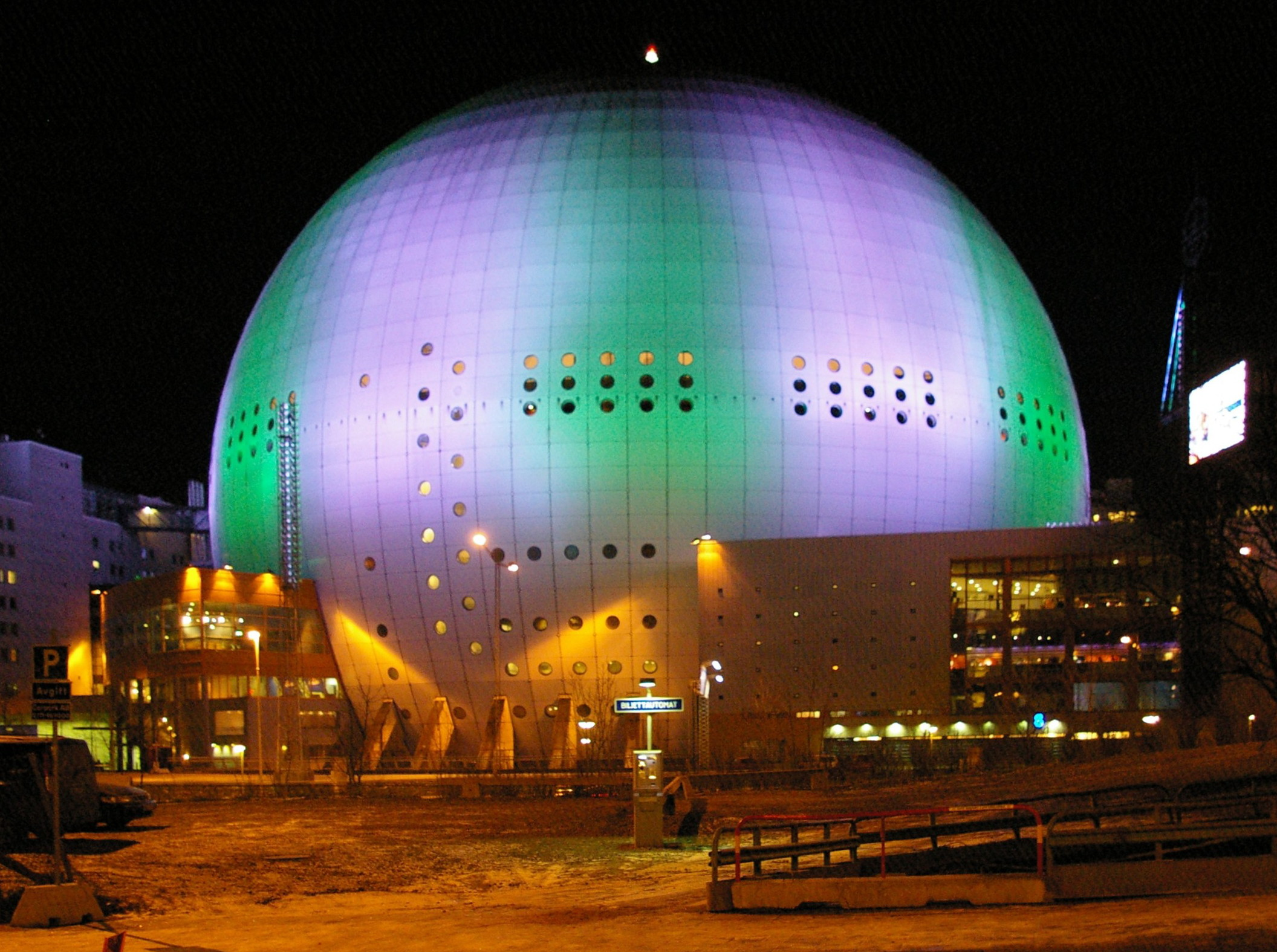
Globe Arena em Estocolmo, sede do Festival Eurovisão da Canção 2000 e do Festival Eurovisão da Canção de 2016
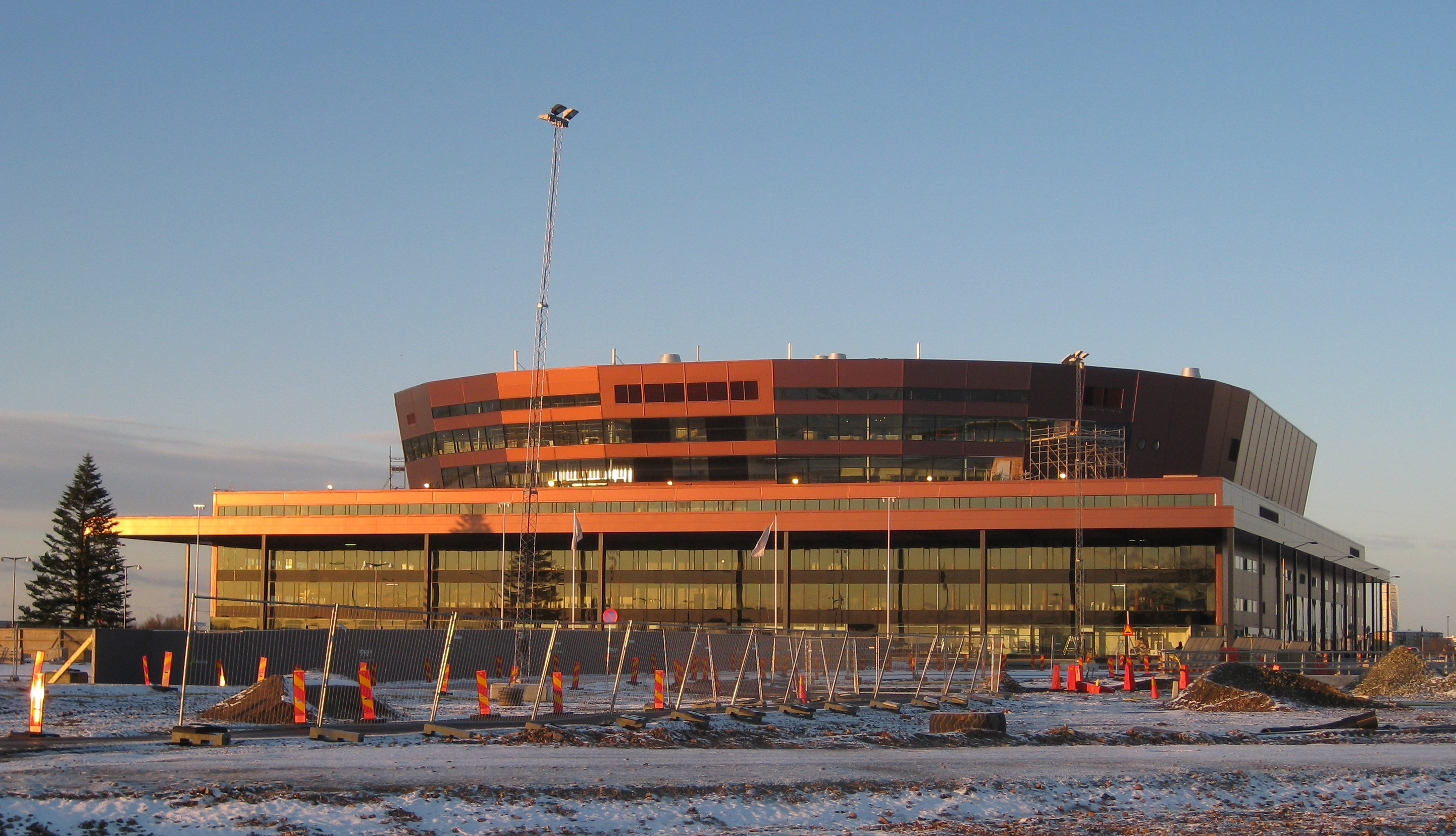
Malmö Arena em Malmö, sede do Festival Eurovisão da Canção 2013
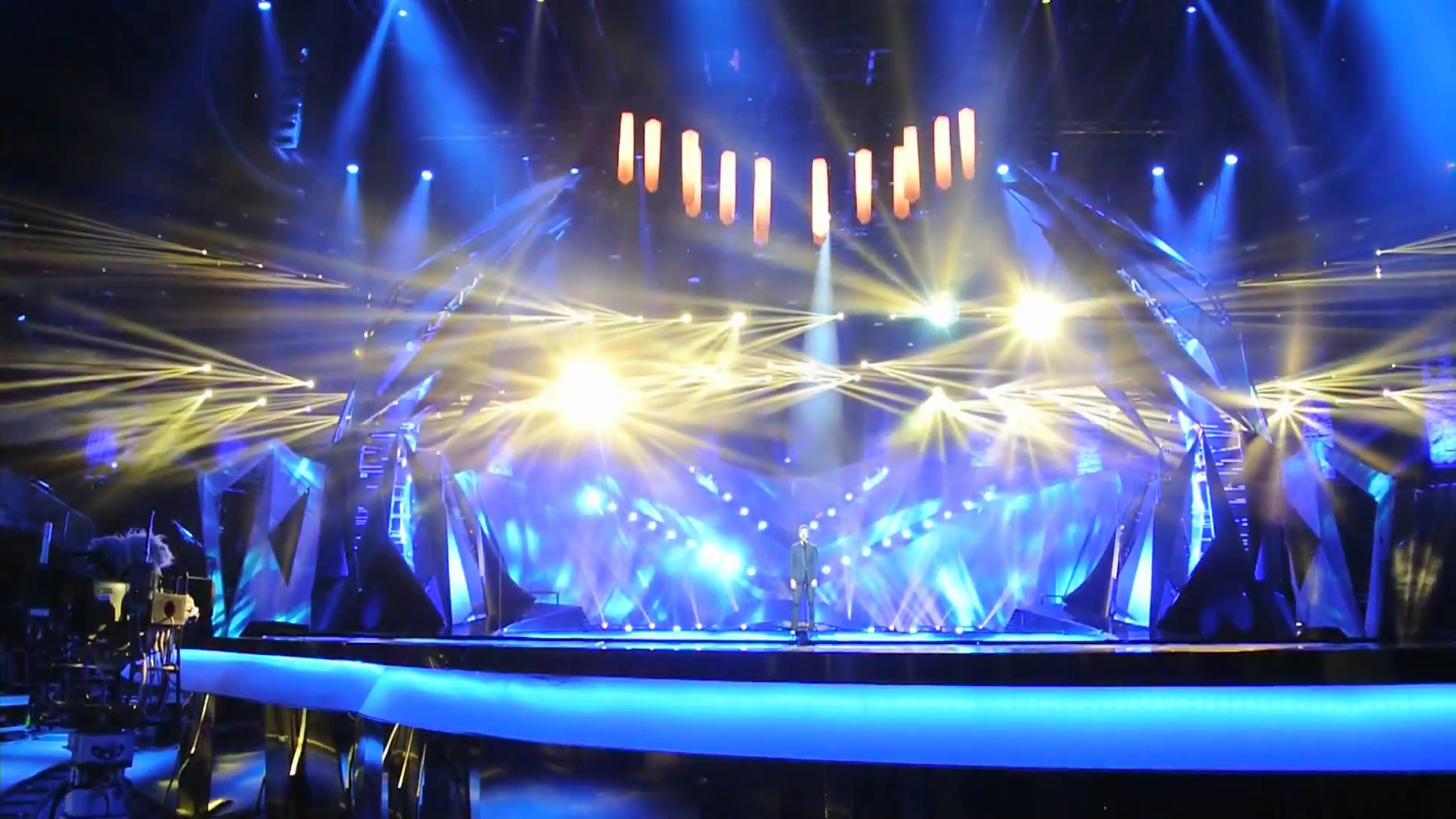
Palco do Festival Eurovisão da Canção 2013 e do Festival Eurovisão da Canção de 2024

| Ano  | Local      | Local                                    | Apresentador(es)                      |
| ---- | ---------- | ---------------------------------------- | ------------------------------------- |
| 1975 | Estocolmo  | Stockholm Exhibition & Convention Centre | Karin Falck                           |
| 1985 | Gotemburgo | Scandinavium                             | Lill Lindfors                         |
| 1992 | Malmö      | Malmö Isstadion                          | Lydia Cappolicchio e Harald Treutiger |
| 2000 | Estocolmo  | Globe Arena                              | Kattis Ahlström e Anders Lundin       |
| 2013 | Malmö      | Malmö Arena                              | Petra Mede                            |
| 2016 | Estocolmo  | Ericsson Globe                           | Petra Mede e Mans Zelmerlow           |
| 2024 | Malmö      | Malmö Arena                              | Petra Mede e Malin Åkerman            |

## Comentadores e porta-vozes
| Ano(s) | Comentador televisivo | Segundo comentador televisivo | Comentador de rádio                          | Porta-voz                              |
| ------ | --------------------- | ----------------------------- | -------------------------------------------- | -------------------------------------- |
| 1957   | Nils Linnman          | Sem segundo comentador        | Sem transmissão                              | Não participou                         |
| 1958   | Jan Gabrielsson       | Sem segundo comentador        | O mesmo comentador da transmissão televisiva | Tage Danielsson                        |
| 1959   | Jan Gabrielsson       | Sem segundo comentador        | O mesmo comentador da transmissão televisiva | Roland Eiworth                         |
| 1960   | Jan Gabrielsson       | Sem segundo comentador        | O mesmo comentador da transmissão televisiva | Tage Danielsson                        |
| 1961   | Jan Gabrielsson       | Sem segundo comentador        | O mesmo comentador da transmissão televisiva | Roland Eiworth                         |
| 1962   | Jan Gabrielsson       | Sem segundo comentador        | O mesmo comentador da transmissão televisiva | Tage Danielsson                        |
| 1963   | Jörgen Cederberg      | Sem segundo comentador        | O mesmo comentador da transmissão televisiva | Edvard Matz                            |
| 1964   | Sven Lindahl          | Sem segundo comentador        | O mesmo comentador da transmissão televisiva | Não participou                         |
| 1965   | Berndt Friberg        | Sem segundo comentador        | O mesmo comentador da transmissão televisiva | Edvard Matz                            |
| 1966   | Sven Lindahl          | Sem segundo comentador        | O mesmo comentador da transmissão televisiva | Edvard Matz                            |
| 1967   | Christina Hansegård   | Sem segundo comentador        | O mesmo comentador da transmissão televisiva | Edvard Matz                            |
| 1968   | Christina Hansegård   | Sem segundo comentador        | O mesmo comentador da transmissão televisiva | Edvard Matz                            |
| 1969   | Christina Hansegård   | Sem segundo comentador        | O mesmo comentador da transmissão televisiva | Edvard Matz                            |
| 1970   | Sem transmissão       | Sem segundo comentador        | O mesmo comentador da transmissão televisiva | Não participou                         |
| 1971   | Åke Strömmer          | Sem segundo comentador        | Ursula Richter                               | Sem porta-voz                          |
| 1972   | Bo Billtén            | Sem segundo comentador        | Björn Bjelfvenstam                           | Sem porta-voz                          |
| 1973   | Alicia Lundberg       | Sem segundo comentador        | Ursula Richter                               | Sem porta-voz                          |
| 1974   | Johan Sandström       | Sem segundo comentador        | Ursula Richter                               | Sven Lindahl                           |
| 1975   | Åke Strömmer          | Sem segundo comentador        | Ursula Richter                               | Sven Lindahl                           |
| 1976   | Sem transmissão       | Sem segundo comentador        | Ursula Richter                               | Não participou                         |
| 1977   | Ulf Elfving           | Sem segundo comentador        | Åke Strömmer & Ursula Richter                | Sven Lindahl                           |
| 1978   | Ulf Elfving           | Sem segundo comentador        | Kent Finell                                  | Sven Lindahl                           |
| 1979   | Ulf Elfving           | Sem segundo comentador        | Kent Finell                                  | Sven Lindahl                           |
| 1980   | Ulf Elfving           | Sem segundo comentador        | Kent Finell                                  | Arne Weise                             |
| 1981   | Ulf Elfving           | Sem segundo comentador        | Sem transmissão                              | Bengteric Nordell                      |
| 1982   | Ulf Elfving           | Sem segundo comentador        | Kent Finell                                  | Arne Weise                             |
| 1983   | Ulf Elfving           | Sem segundo comentador        | Kent Finell                                  | Agneta Bolme-Börjefors                 |
| 1984   | Fredrik Belfrage      | Sem segundo comentador        | Sem transmissão                              | Agneta Bolme-Börjefors                 |
| 1985   | Fredrik Belfrage      | Sem segundo comentador        | Jan Ellerås & Rune Hallberg                  | Agneta Bolme-Börjefors                 |
| 1986   | Ulf Elfving           | Sem segundo comentador        | Jacob Dahlin                                 | Agneta Bolme-Börjefors                 |
| 1987   | Fredrik Belfrage      | Sem segundo comentador        | Jacob Dahlin                                 | Jan Ellerås                            |
| 1988   | Bengt Grafström       | Sem segundo comentador        | Kalle Oldby                                  | Maud Uppling                           |
| 1989   | Jacob Dahlin          | Sem segundo comentador        | Kent Finell & Janeric Sundquist              | Agneta Bolme-Börjefors                 |
| 1990   | Jan Jingryd           | Sem segundo comentador        | Kersti Adams-Ray                             | Jan Ellerås                            |
| 1991   | Harald Treutiger      | Sem segundo comentador        | Kalle Oldby & Runne Hallberg                 | Bo Hagström                            |
| 1992   | Björn Kjellman        | Jesper Aspegren               | Kalle Oldby & Lotta Engberg                  | Jan Jingryd                            |
| 1993   | Jan Jingryd           | Kåge Gimtell                  | Susan Seidemar & Claes-Johan Larsson         | Gösta Hanson                           |
| 1994   | Pekka Heino           | Sem segundo comentador        | Claes-Johan Larsson & Lisa Syrén             | Marianne Anderberg                     |
| 1995   | Pernilla Månsson      | Kåge Gimtell                  | Claes-Johan Larsson & Lisa Syrén             | Björn Hedman                           |
| 1996   | Björn Kjellman        | Sem segundo comentador        | Claes-Johan Larsson & Lisa Syrén             | Ulla Rundquist                         |
| 1997   | Jan Jingryd           | Sem segundo comentador        | Claes-Johan Larsson & Lisa Syrén             | Gösta Hanson                           |
| 1998   | Pernilla Månsson      | Christer Björkman             | Claes-Johan Larsson & Anna Hötzel            | Björn Hedman                           |
| 1999   | Pekka Heino           | Anders Berglund               | Carolina Norén                               | Pontus Gårdinger                       |
| 2000   | Pernilla Månsson      | Christer Lundh                | Carolina Norén & Björn Kjellman              | Malin Ekander                          |
| 2001   | Henrik Olsson         | Sem segundo comentador        | Carolina Norén & Björn Kjellman              | Josefine Sundström                     |
| 2002   | Claes Åkesson         | Christer Björkman             | Carolina Norén & Björn Kjellman              | Kristin Kaspersen                      |
| 2003   | Pekka Heino           | Sem segundo comentador        | Carolina Norén & Björn Kjellman              | Kattis Ahlström                        |
| 2004   | Pekka Heino           | Sem segundo comentador        | Carolina Norén & Björn Kjellman              | Jovan Radomir                          |
| 2005   | Pekka Heino           | Sem segundo comentador        | Carolina Norén & Björn Kjellman              | Annika Jankell                         |
| 2006   | Pekka Heino           | Sem segundo comentador        | Carolina Norén & Björn Kjellman              | Jovan Radomir                          |
| 2007   | Kristian Luuk         | Josef Sterzenbach             | Carolina Norén & Björn Kjellman              | André Pops                             |
| 2008   | Kristian Luuk         | Josef Sterzenbach             | Carolina Norén & Björn Kjellman              | Björn Gustafsson                       |
| 2009   | Edward af Sillén      | Shirley Clamp                 | Carolina Norén & Björn Kjellman              | Sarah Dawn Finer                       |
| 2010   | Edward af Sillén      | Christine Meltzer Lind        | Carolina Norén & Björn Kjellman              | Eric Saade                             |
| 2011   | Edward af Sillén      | Hélène Benno                  | Carolina Norén & Björn Kjellman              | Danny Saucedo                          |
| 2012   | Edward af Sillén      | Gina Dirawi                   | Carolina Norén & Björn Kjellman              | Sarah Dawn Finer (como Lynda Woodruff) |
| 2013   | Josefine Sundström    | Sem segundo comentador        | Carolina Norén & Björn Kjellman              | Yohio                                  |
| 2014   | Edward af Sillén      | Malin Olsson                  | Carolina Norén & Ronnie Ritterland           | Alcazar                                |
| 2015   | Edward af Sillén      | Sanna Nielsen                 | Carolina Norén & Ronnie Ritterland           | Mariette Hansson                       |
| 2016   | Lotta Bromé           | Sem segundo comentador        | Carolina Norén & Björn Kjellman              | Gina Dirawi                            |
| 2017   | Edward af Sillén      | Måns Zelmerlöw                | Carolina Norén                               | Wiktoria Johansson                     |
| 2018   | Edward af Sillén      | Sanna Nielsen                 | TBA                                          | Felix Sandman                          |
| 2019   | Edward af Sillén      | Charlotte Perrelli            | TBA                                          | Eric Saade                             |
| 2020   |                       |                               |                                              |                                        |

## Maestros
| Ano(s) | Maestro                                                    |
| ------ | ---------------------------------------------------------- |
| 1958   | Dolf van der Linden                                        |
| 1959   | Franck Pourcel                                             |
| 1960   | Thore Ehrling                                              |
| 1961   | William Lind                                               |
| 1962   | Egon Kjerrman                                              |
| 1963   | William Lind                                               |
| 1964   | Não participou                                             |
| 1965   | William Lind                                               |
| 1966   | Gert-Ove Andersson                                         |
| 1967   | Mats Olsson                                                |
| 1968   | Mats Olsson                                                |
| 1969   | Lars Samuelson                                             |
| 1970   | Não participou                                             |
| 1971   | Claes Rosendahl                                            |
| 1972   | Mats Olsson                                                |
| 1973   | Monica Dominique (a primeira mulher a dirigir a orquestra) |
| 1974   | Sven-Olof Walldoff                                         |
| 1975   | Lars Samuelson                                             |
| 1976   | Não participou                                             |
| 1977   | Anders Berglund                                            |
| 1978   | Bengt Palmers                                              |
| 1979   | Lars Samuelson                                             |
| 1980   | Anders Berglund                                            |
| 1981   | Anders Berglund                                            |
| 1982   | Anders Berglund                                            |
| 1983   | Anders Ekdahl                                              |
| 1984   | Curt-Eric Holmquist                                        |
| 1985   | Curt-Eric Holmquist                                        |
| 1986   | Anders Berglund                                            |
| 1987   | Curt-Eric Holmquist                                        |
| 1988   | Anders Berglund                                            |
| 1989   | Anders Berglund                                            |
| 1990   | Curt-Eric Holmquist                                        |
| 1991   | Anders Berglund                                            |
| 1992   | Anders Berglund                                            |
| 1993   | Curt-Eric Holmquist                                        |
| 1994   | Anders Berglund                                            |
| 1995   | Anders Berglund                                            |
| 1996   | Anders Berglund                                            |
| 1997   | Curt-Eric Holmquist                                        |
| 1998   | Anders Berglund                                            |

### Maestros anfitriões
| Ano(s) | Maestro             |
| ------ | ------------------- |
| 1975   | Mats Olsson         |
| 1985   | Curt-Eric Holmquist |
| 1992   | Anders Berglund     |

## Historial dos votos
Desde da ultima participação em 2019, O histórico de votação da Suécia é o seguinte:
| Mais pontos dados apenas nas grandes finais | Mais pontos dados apenas nas grandes finais | Mais pontos dados apenas nas grandes finais |
| #                                           | País                                        | Pontos                                      |
| ------------------------------------------- | ------------------------------------------- | ------------------------------------------- |
| 1                                           | Irlanda                                     | 227                                         |
| 2                                           | Noruega                                     | 226                                         |
| 3                                           | Dinamarca                                   | 214                                         |
| 4                                           | Reino Unido                                 | 168                                         |
| 5                                           | Alemanha                                    | 150                                         |

| Mais pontos recebidos apenas nas grandes finais | Mais pontos recebidos apenas nas grandes finais | Mais pontos recebidos apenas nas grandes finais |
| #                                               | País                                            | Pontos                                          |
| ----------------------------------------------- | ----------------------------------------------- | ----------------------------------------------- |
| 1                                               | Noruega                                         | 363                                             |
| 2                                               | Dinamarca                                       | 349                                             |
| 3                                               | Finlândia                                       | 283                                             |
| 4                                               | Reino Unido                                     | 224                                             |
| 5                                               | Islândia                                        | 220                                             |

| Mais pontos dados | Mais pontos dados | Mais pontos dados |
| #                 | País              | Pontos            |
| ----------------- | ----------------- | ----------------- |
| 1                 | Dinamarca         | 307               |
| 2                 | Noruega           | 301               |
| 3                 | Irlanda           | 244               |
| 4                 | Finlândia         | 194               |
| 5                 | Islândia          | 190               |

| Mais pontos recebidos | Mais pontos recebidos | Mais pontos recebidos |
| #                     | País                  | Pontos                |
| --------------------- | --------------------- | --------------------- |
| 1                     | Noruega               | 453                   |
| 2                     | Dinamarca             | 449                   |
| 3                     | Finlândia             | 322                   |
| 4                     | Islândia              | 288                   |
| 5                     | Reino Unido           | 278                   |

## Prémios Marcel Bezençon
Prémio Artístico
Votado por anteriores vencedores
| Ano  | Artista   | Canção            | Resultado na final | Pontos | Anfitriã |
| ---- | --------- | ----------------- | ------------------ | ------ | -------- |
| 2002 | Afro-dite | "Never Let It Go" | 8º                 | 72     | Tallinn  |
| 2006 | Carola    | "Invincible"      | 5º                 | 170    | Atenas   |

Votado pelos comentadores
| Ano  | Artista        | Canção     | Resultado na final | Pontos | Anfitriã |
| ---- | -------------- | ---------- | ------------------ | ------ | -------- |
| 2012 | Loreen         | "Euphoria" | 1º                 | 372    | Baku     |
| 2015 | Måns Zelmerlöw | "Heroes"   | 1º                 | 365    | Viena    |

Prémio Compositor
| Ano  | Canção     | Compositor(es) Letra (l) / Música (m)                          | Artista          | Resultado na final | Pontos | Anfitriã |
| ---- | ---------- | -------------------------------------------------------------- | ---------------- | ------------------ | ------ | -------- |
| 2012 | "Euphoria" | Thomas G:son (m & l), Peter Boström (m & l)                    | Loreen           | 1º                 | 372    | Baku     |
| 2013 | "You"      | Robin Stjernberg, Linnea Deb, Joy Deb, Joakim Harestad Haukaas | Robin Stjernberg | 14º                | 62     | Malmö    |

### Vencedores pelos membros da OGAE
| Ano  | Canção     | Artista(s)         | Resultado final | Pontos | Anfitrião |
| ---- | ---------- | ------------------ | --------------- | ------ | --------- |
| 2008 | "Hero"     | Charlotte Perrelli | 18º             | 47     | Belgrado  |
| 2012 | "Euphoria" | Loreen             | 1º              | 372    | Baku      |
| 2014 | "Undo"     | Sanna Nielsen      | 3º              | 218    | Copenhaga |

## Congratulations: 50 Anos do Festival Eurovisão da Canção
Legenda
     Vencedor
     2.º lugar
     3.º lugar
     Pontuação Nula ("Null Points")/Último Lugar
     Melhor classificação (fora do top 3)
     Qualificação para a final (fora do top 3)
     País-anfitrião
     Desclassificado
| Ano  | Artista(s) | Língua | Canção     | Final | Pontos | Semi | Pontos | Classificação (1974) | Pontos (1974) |
| ---- | ---------- | ------ | ---------- | ----- | ------ | ---- | ------ | -------------------- | ------------- |
| 1974 | ABBA       | Inglês | "Waterloo" | 1º    | 329    | 1º   | 331    | 1º                   | 24            |